# Уффици
Галере́я Уффи́ци (итал. Galleria degli Uffizi — Галерея канцелярий) — знаменитый художественный музей во Флоренции, «одна из важнейших картинных галерей мира, самое значительное собрание итальянской живописи XIII—XVII веков». Здание, где ныне располагается галерея, находится в историческом центре Флоренции, столицы Тосканы.
Галерея сформировалась в один из самых значительных периодов истории Западной Европы — в эпоху наивысшего подъёма искусства Итальянского Возрождения по воле Великого герцога Тосканы Козимо I Медичи. Она была создана в городе, ставшим родиной искусства раннего итальянского Возрождения, где был возрождён античный термин «музей» (др.-греч. μουσεῖον — дом муз). Именно во Флоренции, в садах Сан-Марко, впервые так была названа коллекция античных скульптур герцога Лоренцо Медичи Великолепного (1449—1492).
Два века назад, ещё до официального открытия в 1769 году, Галерея была известна, и её можно было посещать по предварительным заявкам. В 1591 году в путеводителе по Флоренции, составленном Франческо Бокки, о Галерее говорилось, что она «одна из наиболее превосходящих по красоте… в мире», «полна античных статуй, благородной живописи и драгоценнейших предметов». Сюда были собраны «для красоты, для изучения, для удовольствия» шедевры Леонардо да Винчи и Микеланджело.
В 2013 году Галерею Уффици посетило 1 870 708 человек, что делает её самым посещаемым художественным музеем в Италии.

## Местоположение и план здания

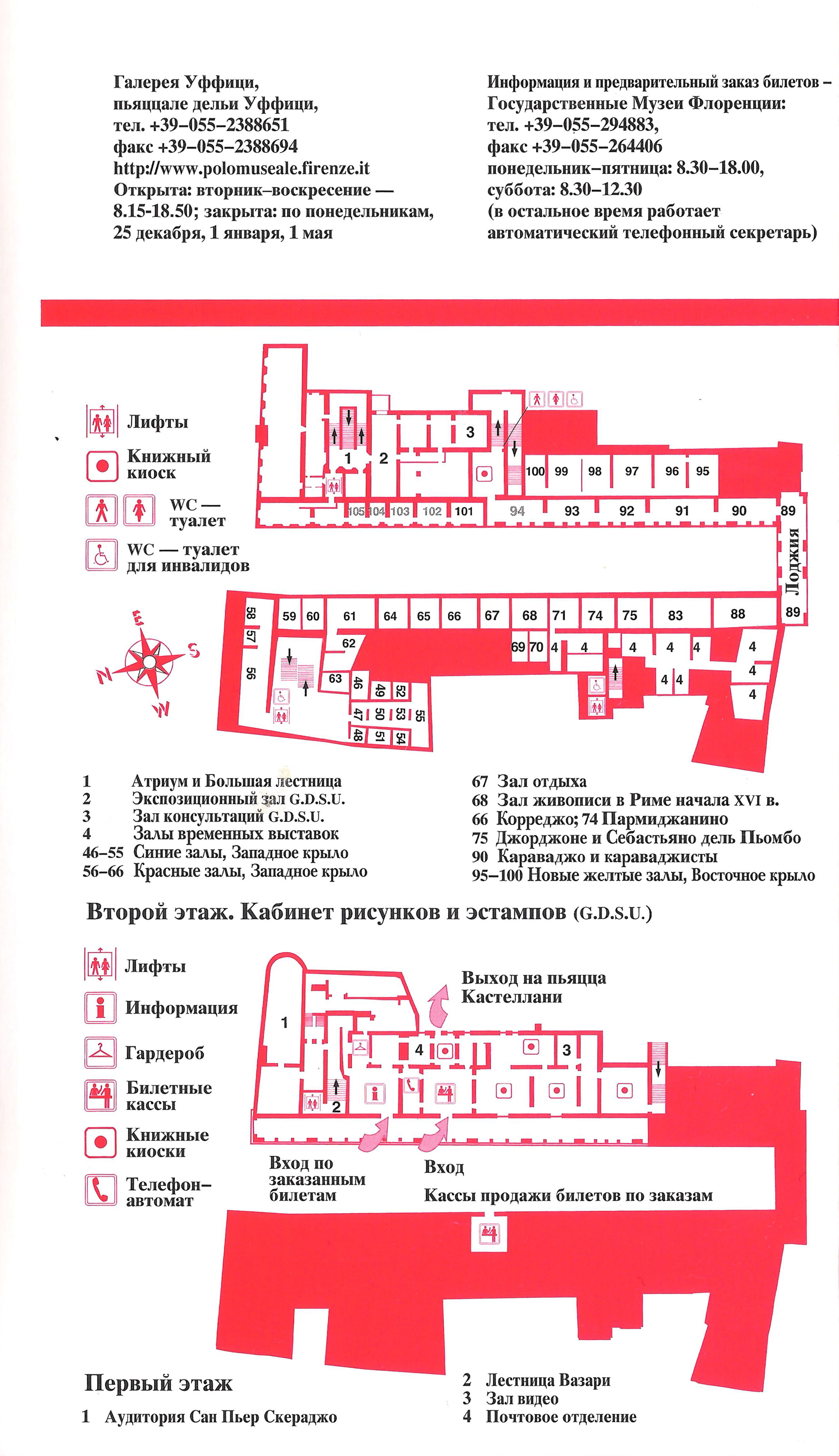
План первого и второго этажей

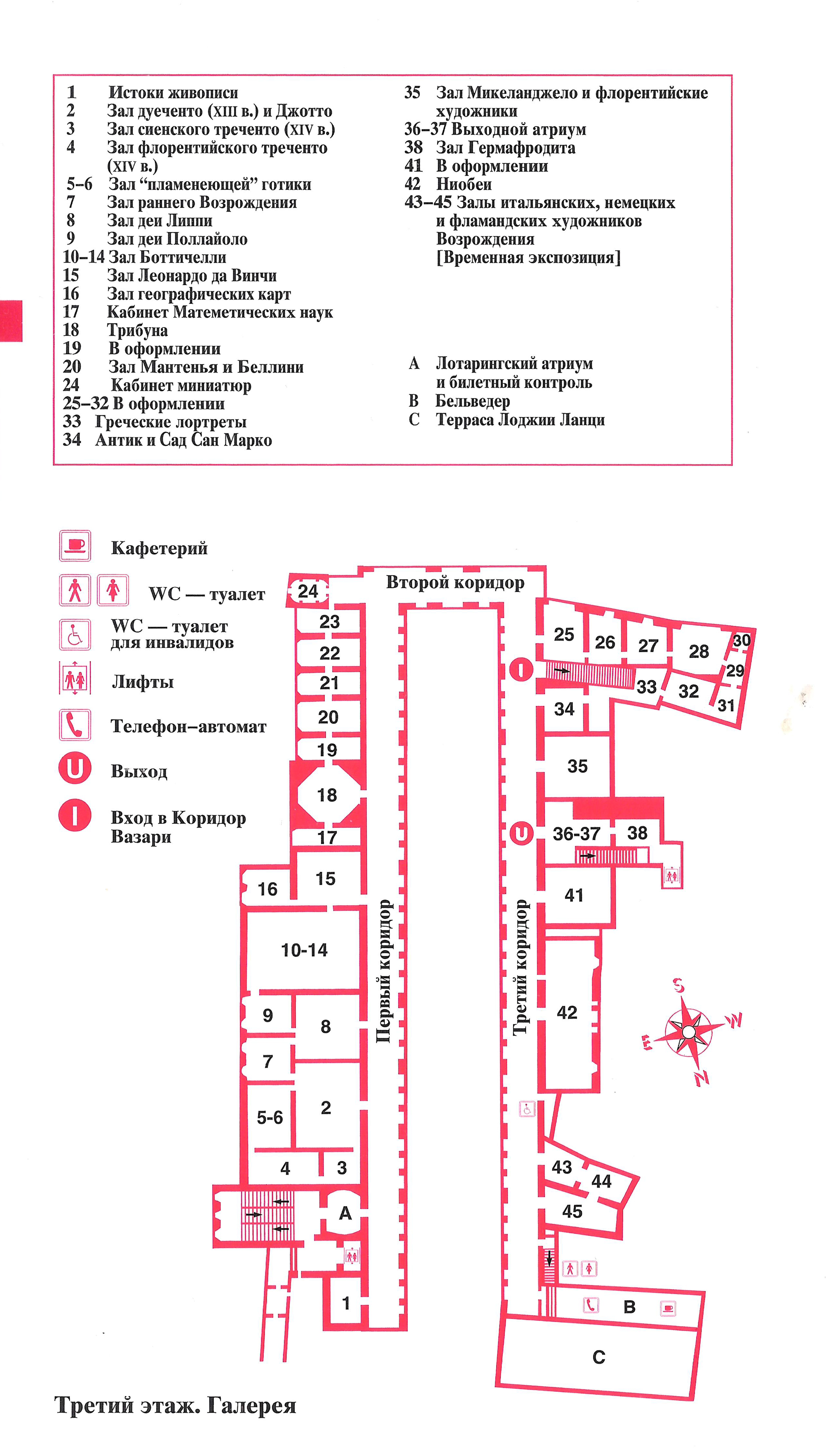
План третьего этажа

Дворец Уффици (итал. Palazzo degli Uffizi), в котором находится художественная галерея, расположен между рекой Арно на юге и площадью Синьории (итал. Piazza della Signoria) на севере. Восточное крыло здания граничит с Палаццо Веккьо с башней Арнольфо, западное — с лоджией Ланци. Здание имеет три этажа.

## История здания

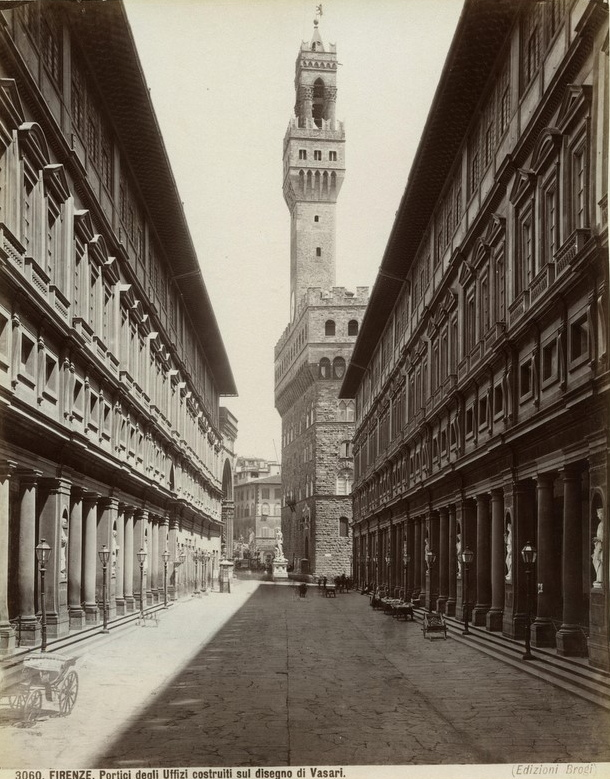
Портики улицы Уффици. Архитектор Дж. Вазари. Фотография 1870-х годов
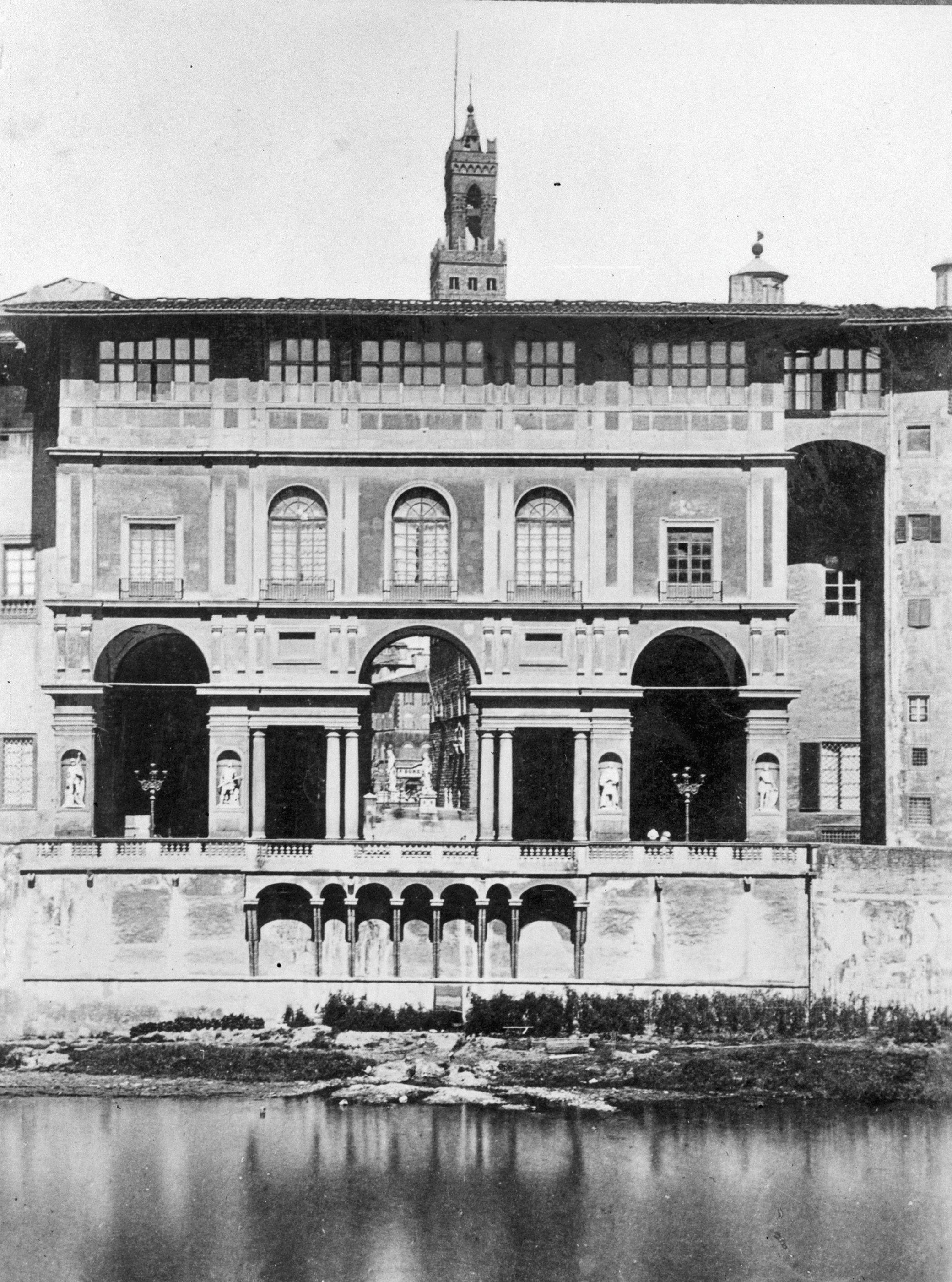
Фасад улицы Уффици с набережной р. Арно.
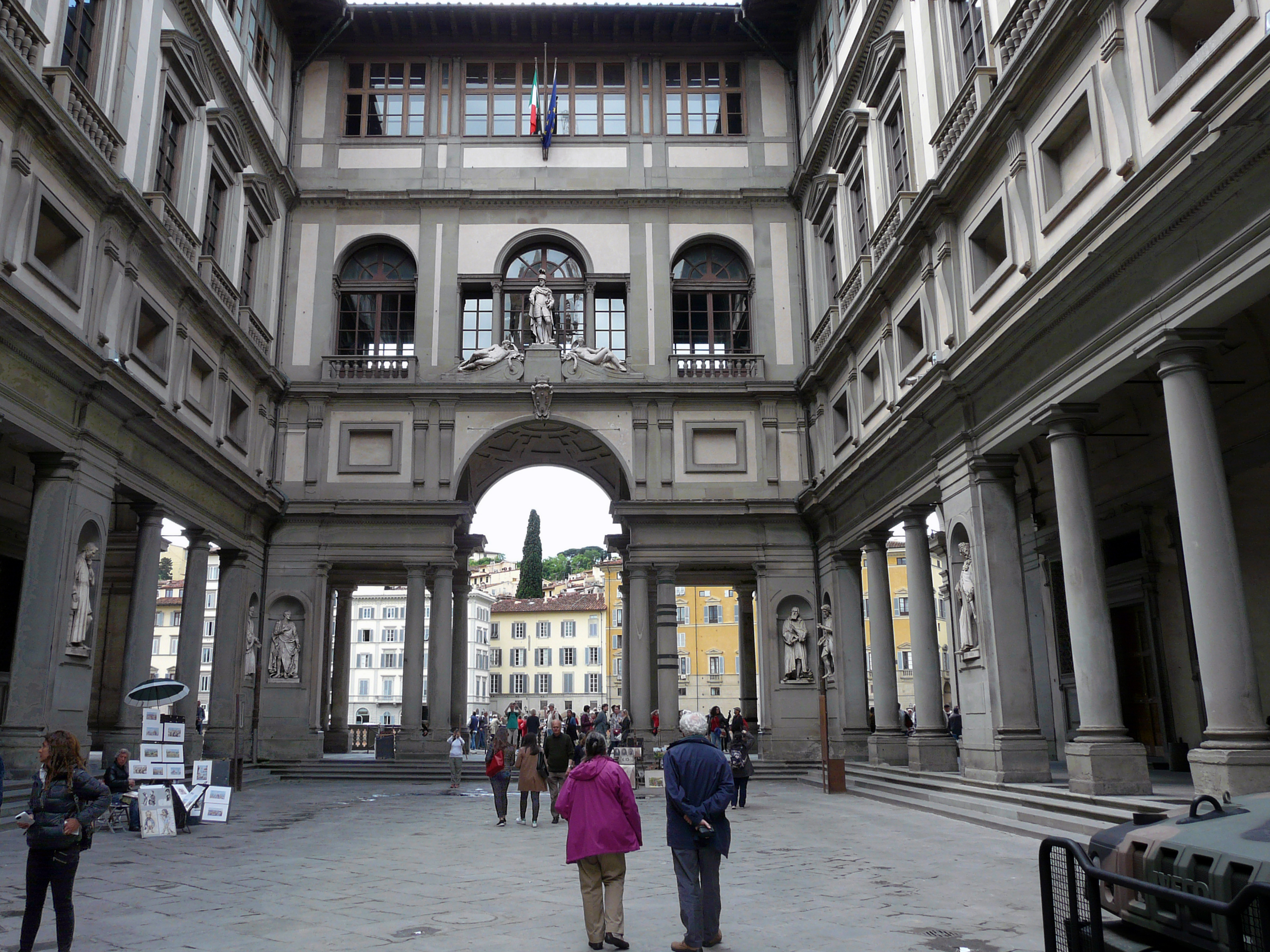
Улица (Пьяццале) дельи Уффици. Вид в сторону реки
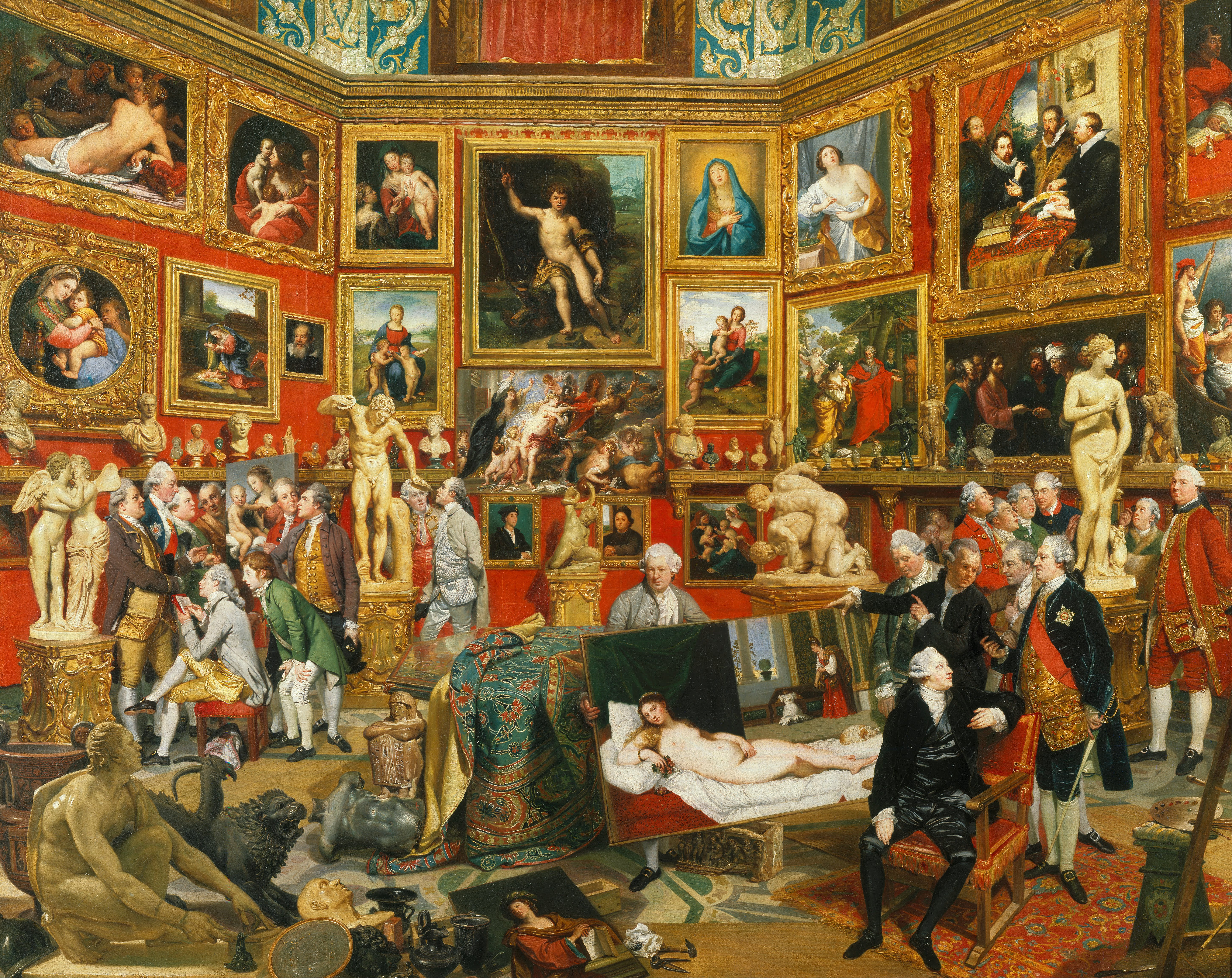
Трибуна галереи. Картина И. Цоффани. Между 1772 и 1777. Королевская коллекция, Великобритания
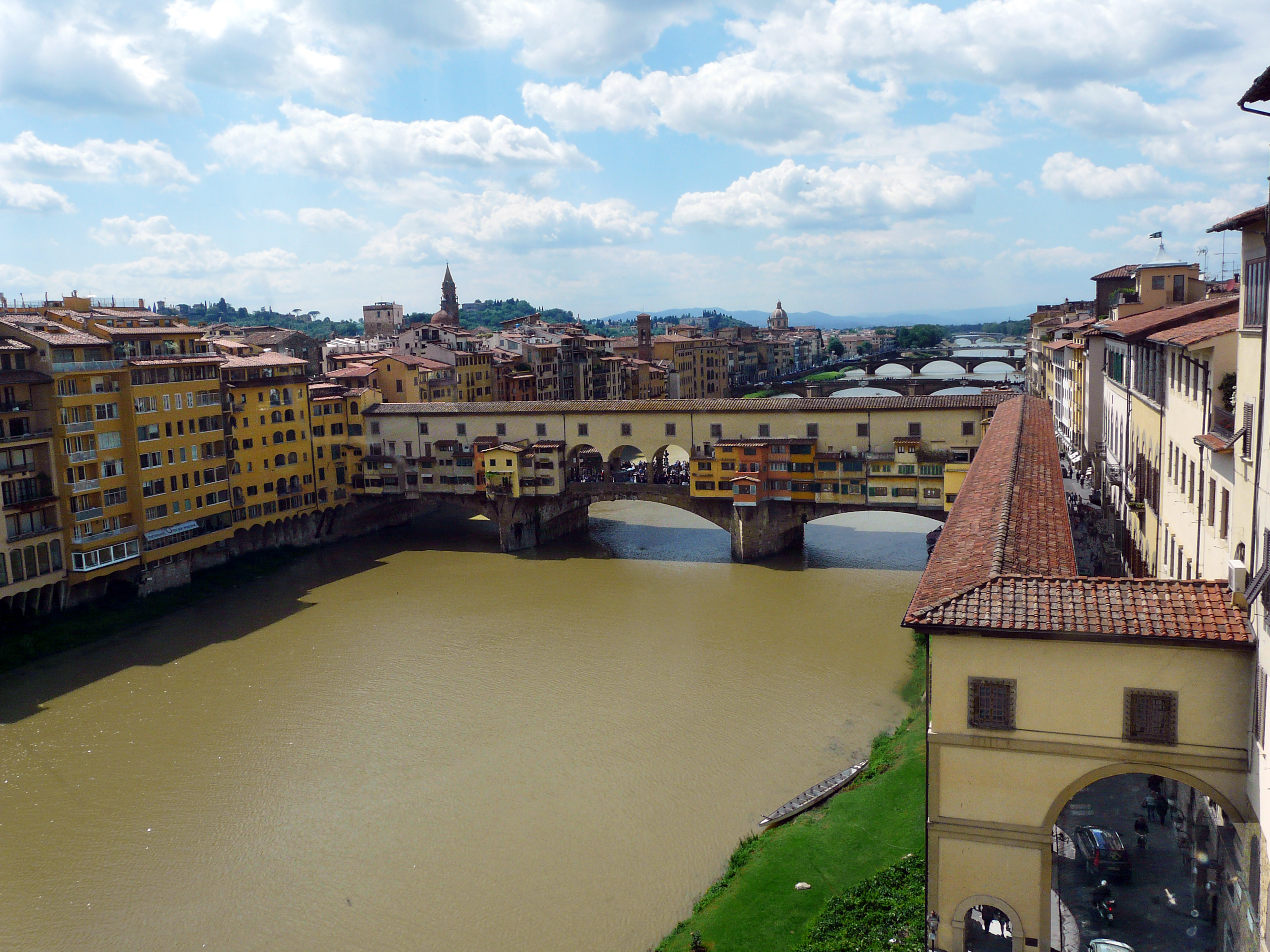
Мост Понте Веккьо и Коридор Вазари
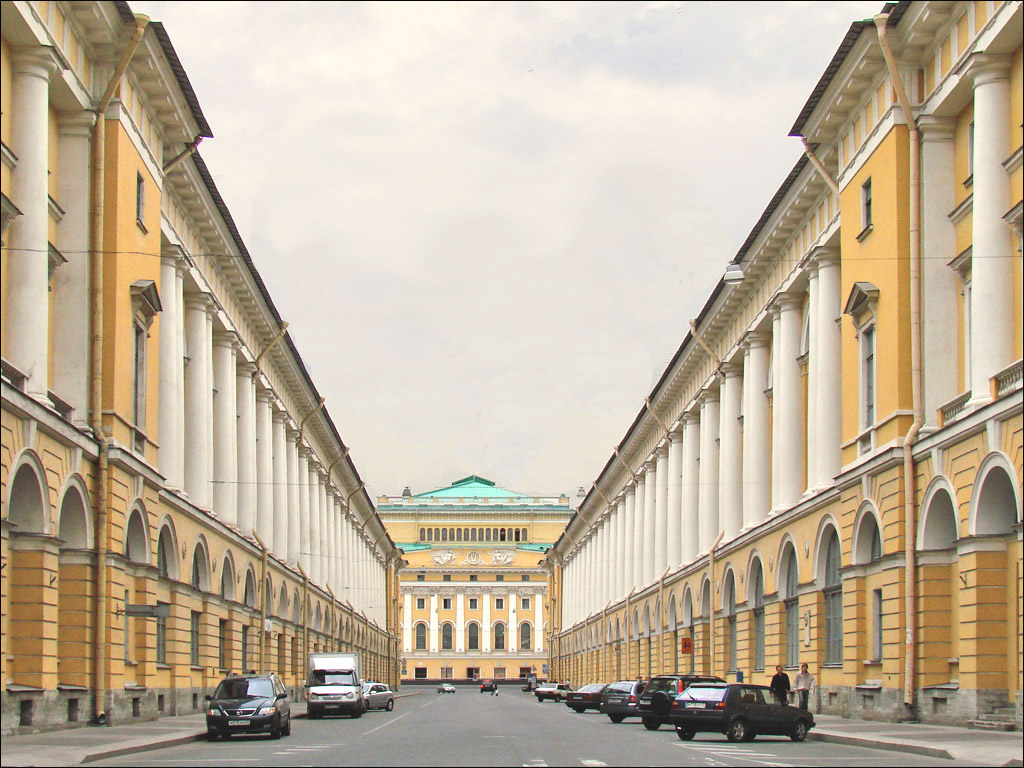
Улица Зодчего Росси. Санкт-Петербург. Архитектор К. Росси. 1828—1834

В 1560 году первый Великий герцог Тосканы Козимо I Медичи (1519—1574) решил построить дворец, где бы располагались административные (uffici) и судебные (Uffizi) учреждения Магистратуры Тосканского герцогства. Здание должно было стать новым и современным центром, символизирующим герцогскую власть. Его планировалось расположить рядом с Палаццо Веккьо, который тем временем из муниципального здания превратился в роскошный герцогский дворец. Герцог Козимо обратился к своему придворному живописцу и архитектору Джорджо Вазари.
Для строительства выбрали участок на правом берегу реки Арно. Вазари создал оригинальную композицию: улицу-коридор с двумя одинаковыми длинными фасадами с лоджиями первых этажей, оформляющих симметричные крылья, о чём он позднее с гордостью писал: «Никогда мне не приходилось работать над сооружением здания, строительство которого было таким сложным и опасным, поскольку оно закладывалось на берегу реки, и почти что в воздухе».
При этом пришлось снести много соседних зданий, в том числе и старинную церковь Сан-Пьер-Скераджо (итал. San Pier Scheraggio). Со стороны улицы делла Нинна до сих пор видны арки и колонны этой старой романской церкви, которая была поглощена зданием Уффици. Центральный неф Сан-Пьер-Скераджо остался почти нетронутым и теперь является одним из залов Уффици, вход в который находится на первом этаже Галереи, рядом с главным входом в музей. Зал Сан-Пьер-Скераджо обычно закрыт, его открывают лишь по случаю выставок, конференций и торжественных церемоний. Внутри зала выставлен цикл фресок работы Андреа дель Кастаньо, изображающих знаменитых героев античности и выдающихся тосканцев. Здесь же находится фреска Сандро Боттичелли «Благовещение». К западному крылу комплекса примыкал старинный монетный двор, где чеканили золотые и серебряные флорины, которые в те времена пользовались в Европе большим спросом в связи со своим стабильным весом и стоимостью. В нишах фасадов предполагалась разместить различные скульптуры согласно тосканским традициям, уже нашедшие свое отражение, находящейся неподалёку церкви Орсанмикеле. Статуи должны были представлять знаменитых людей, чтобы воскресить в памяти величие античного форума императора Августа. Но лишь только в середине XIX века в пустые ниши Вазари были помещены 28 статуй, которые, от Джотто до Галилея и от Макиавелли до Микеланджело, были призваны на протяжении веков восхвалять тосканский гений.
Краеугольный камень в основание Галереи заложил сын Козимо I, Франческо I Медичи (1541—1587). Строительными работами на месте руководил Бернардо Буонталенти.

## Архитектура
Архитектурный ансамбль состоит из двух параллельных друг другу построек и выполнен в форме подковы, которая открытой стороной примыкает к площади Синьории, а двумя продольными сторонами образует улицу (её длина 142 м), ведущую к набережной Арно. Поперечный корпус, соединяющий на набережной два крыла здания Вазари оформил портиком с колоннами и арочным пролётом. При этом он использовал традиционную для тосканской архитектуры серлиану (проход с тремя проёмами, центральный из которых шире боковых и завершён полуциркульной аркой)
Здание имеет три этажа и на всём протяжении улицы — единые фасады: внизу — сплошная открытая лоджия-галерея с многочисленными входами. История проектирования (известен начальный вариант проекта Вазари) позволяет уловить основную тенденцию развития идеи архитектурной композиции. Вначале мастер обратился к традиционной форме палаццо — замкнутому прямоугольному объёму с фасадом, обращённым на площадь, и с внутренним двором, через который намечался сквозной проход к набережной (по пролегавшей здесь ранее улочке). Таким образом, уже в необычности сквозного прохода через вытянутый двор, служивший звеном в системе городских коммуникаций, была заложена возможность необычного решения. Значение главных получали глубинные, в сущности дворовые, фасады. Традиционный мотив периметральной лоджии двора стал элементом улицы, получившей, в сочетании с галереями, «трёхнефную» пространственную композицию. В продольных фасадах Уффици в качестве главного членения выделен антаблемент галерей. Это подчёркивало значительность арочного раскрытия улицы к реке и её необычную для Флоренции ширину (18 м). Спустя три столетия подобную композицию повторил также итальянец Карло Росси в Санкт-Петербурге, создав улицу Александринского театра (1828—1834, ныне Улица Зодчего Росси).

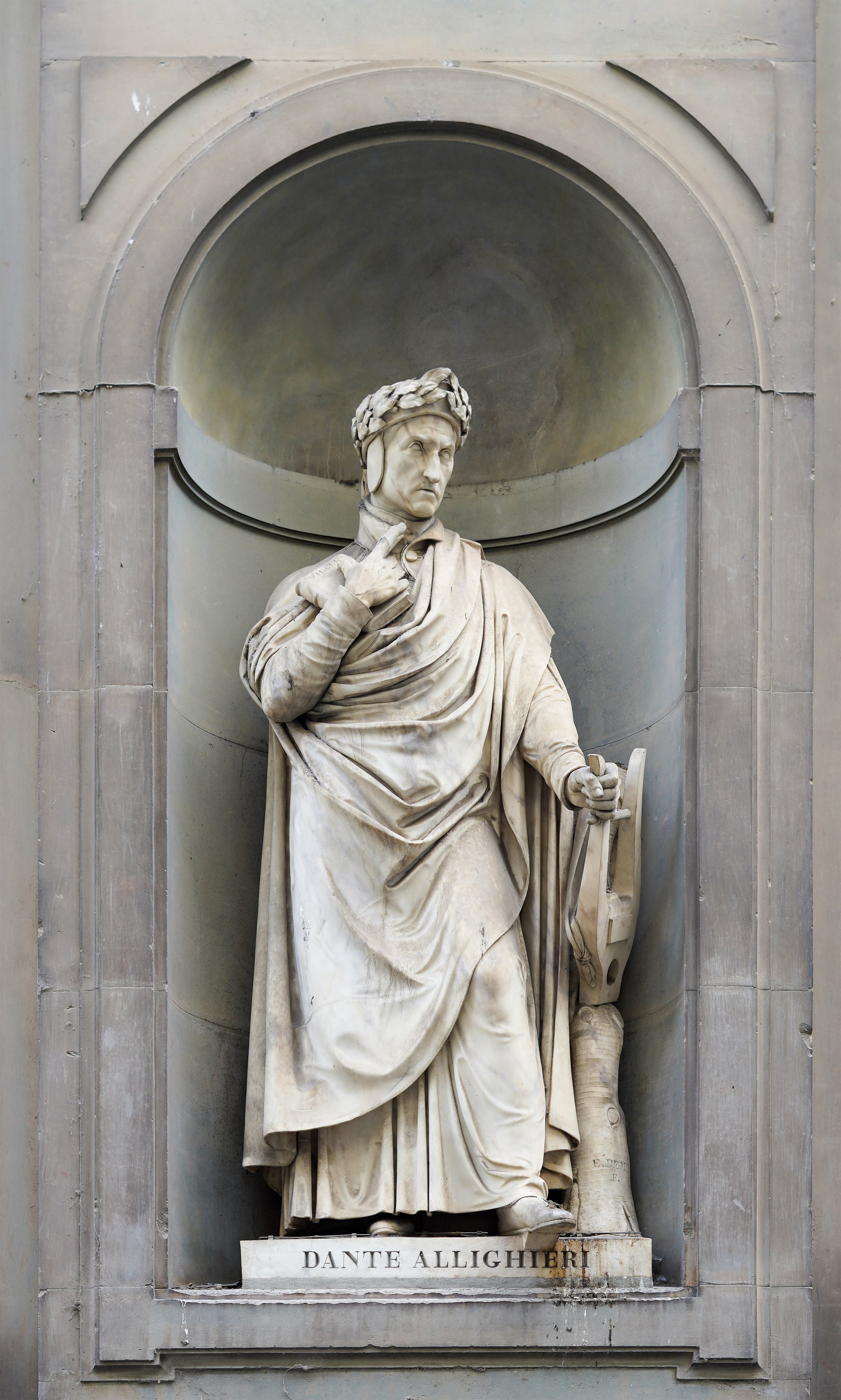
Статуя Данте Алигьери на фасаде здания
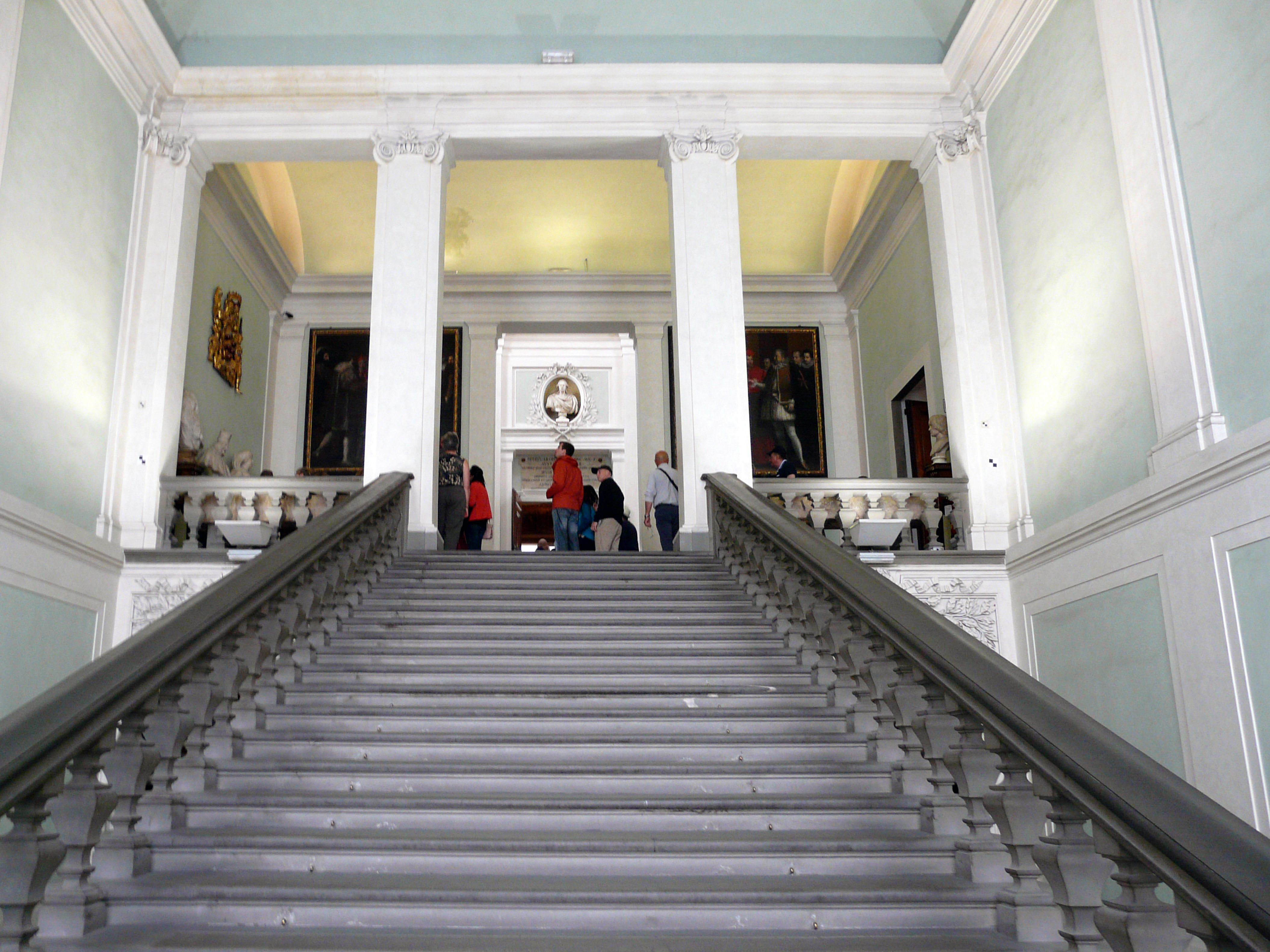
Главная лестница Галереи
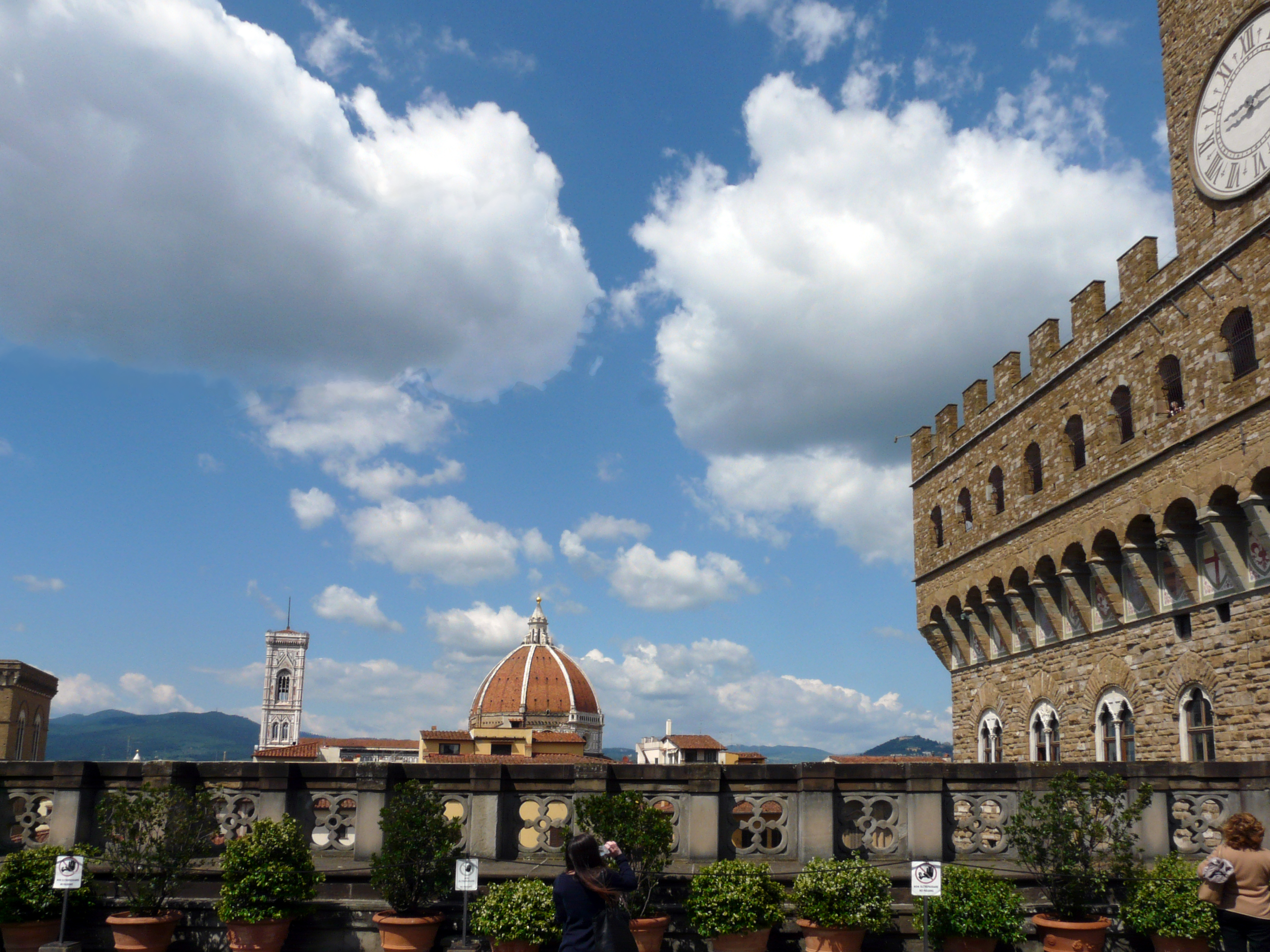
Вид с террасы Лоджии Ланци
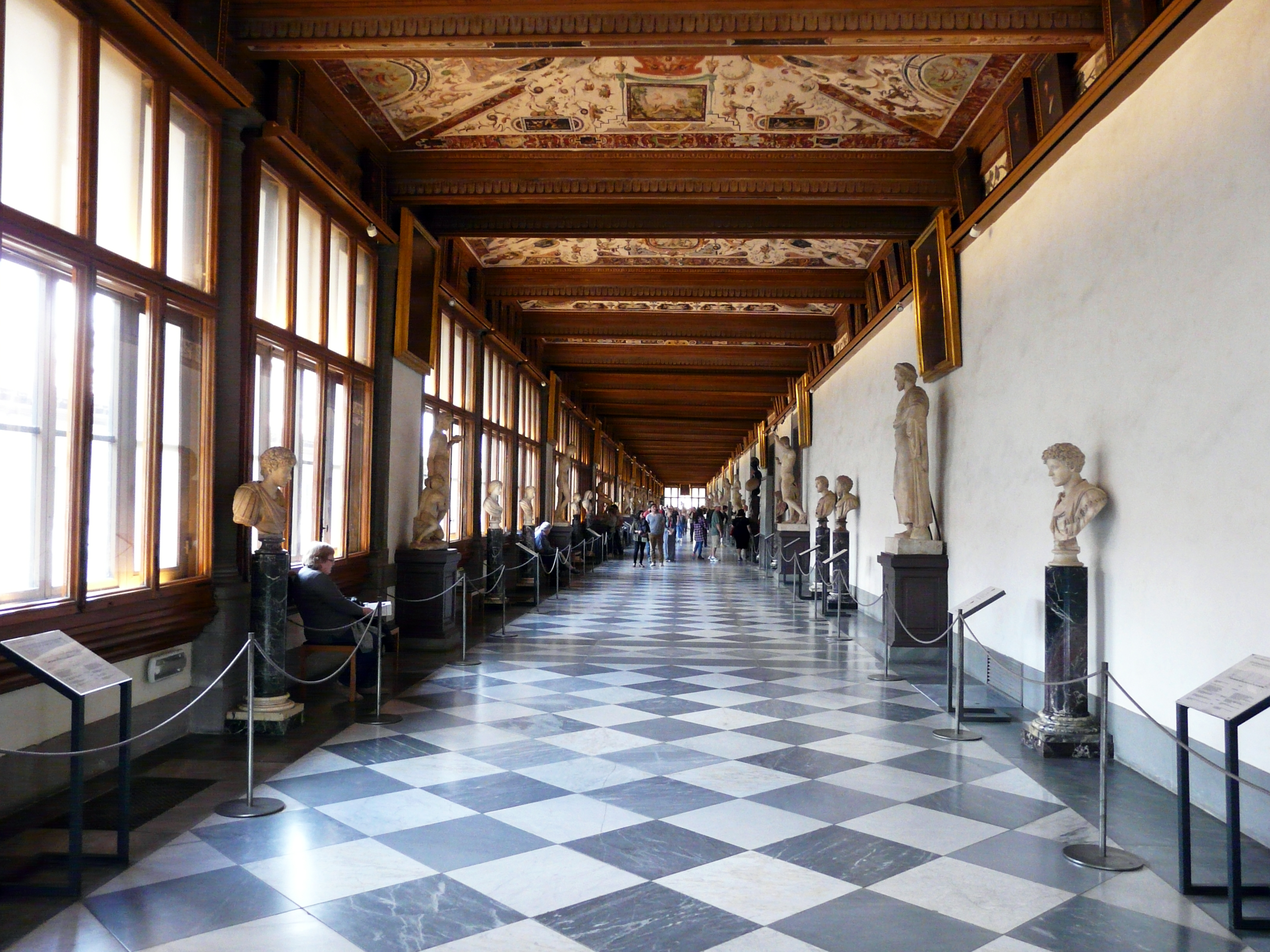
Коридор галереи
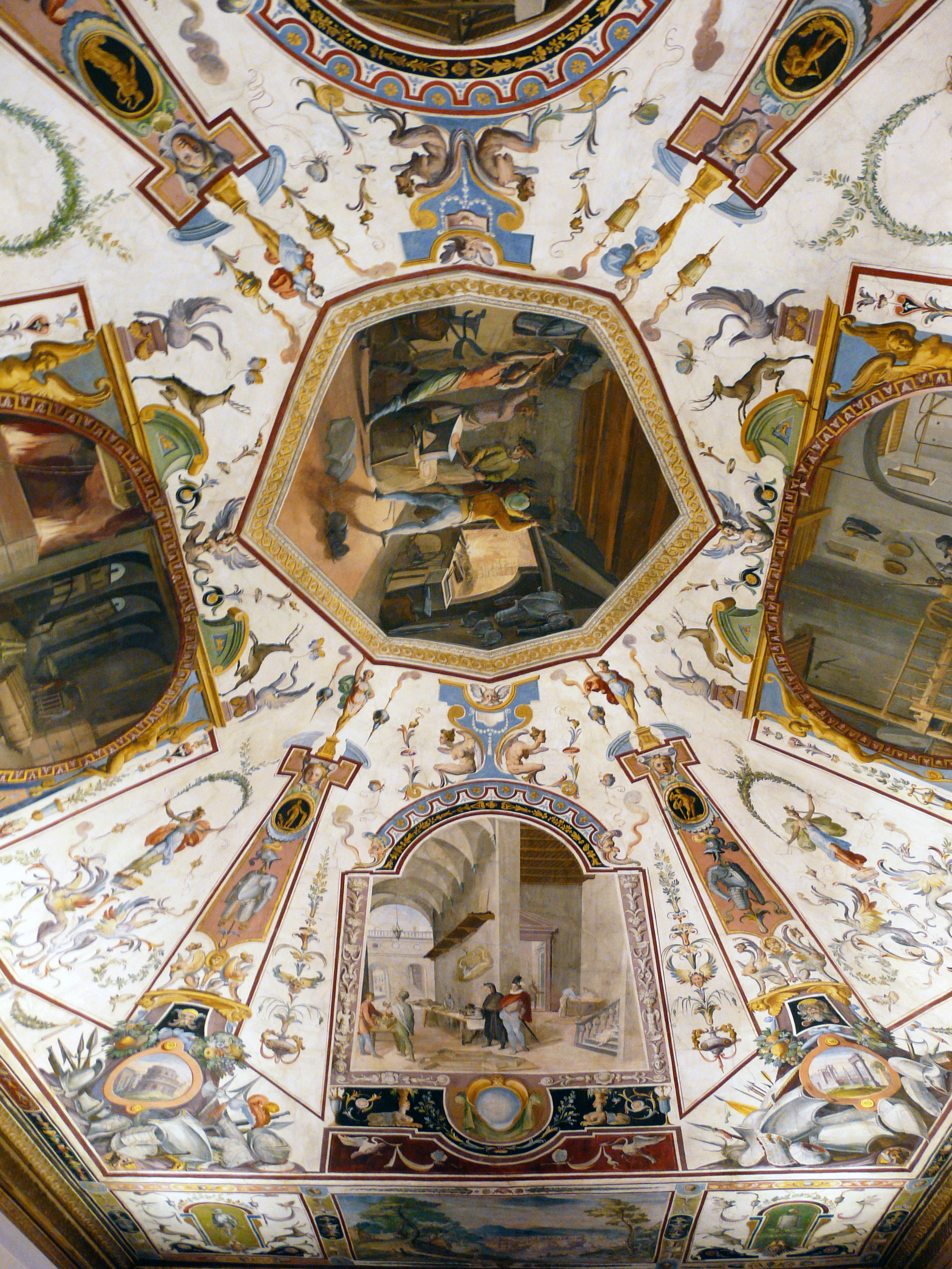
Деталь потолка коридора
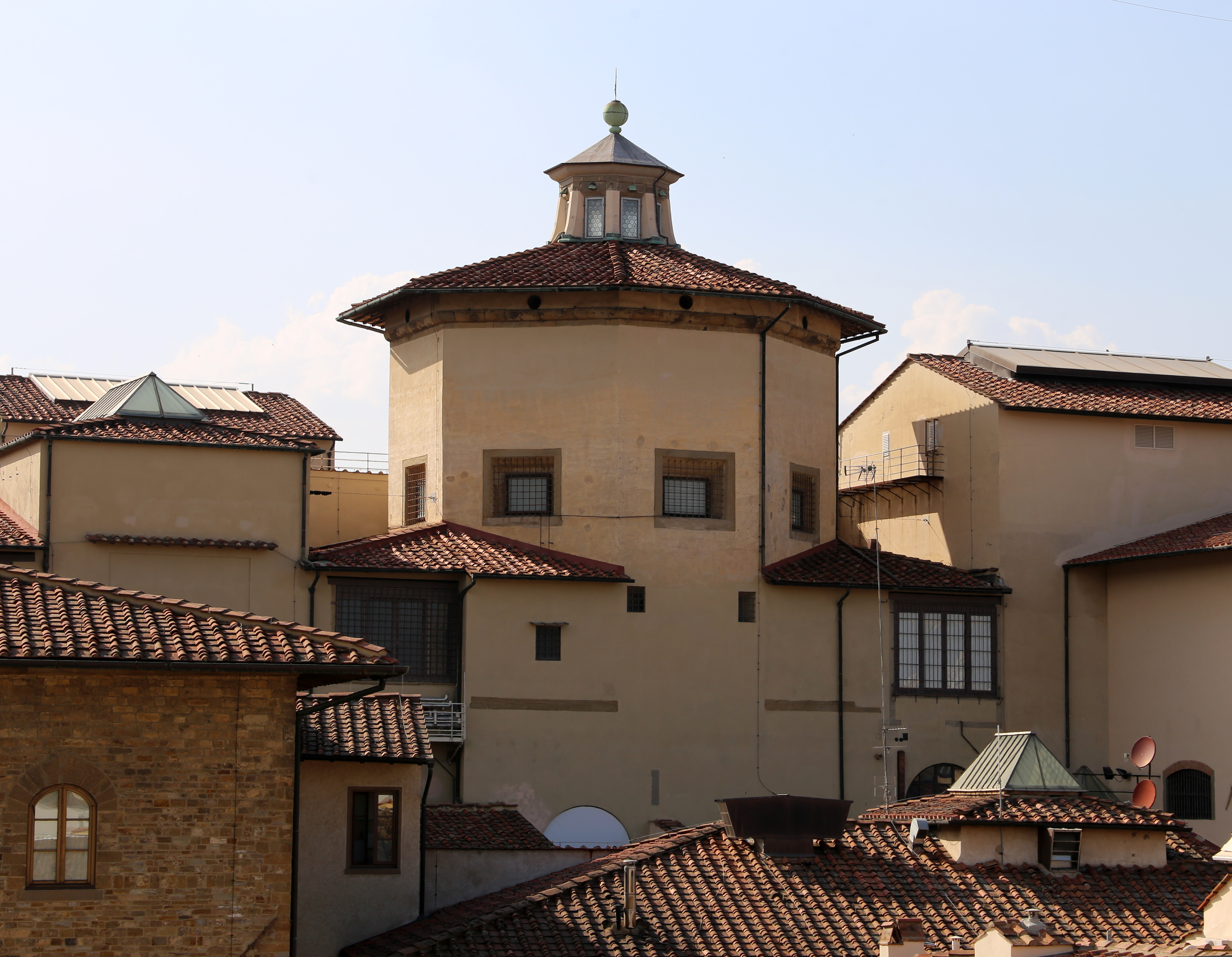
Трибуна здания Уффици. Проект Бернардо Буонталенти
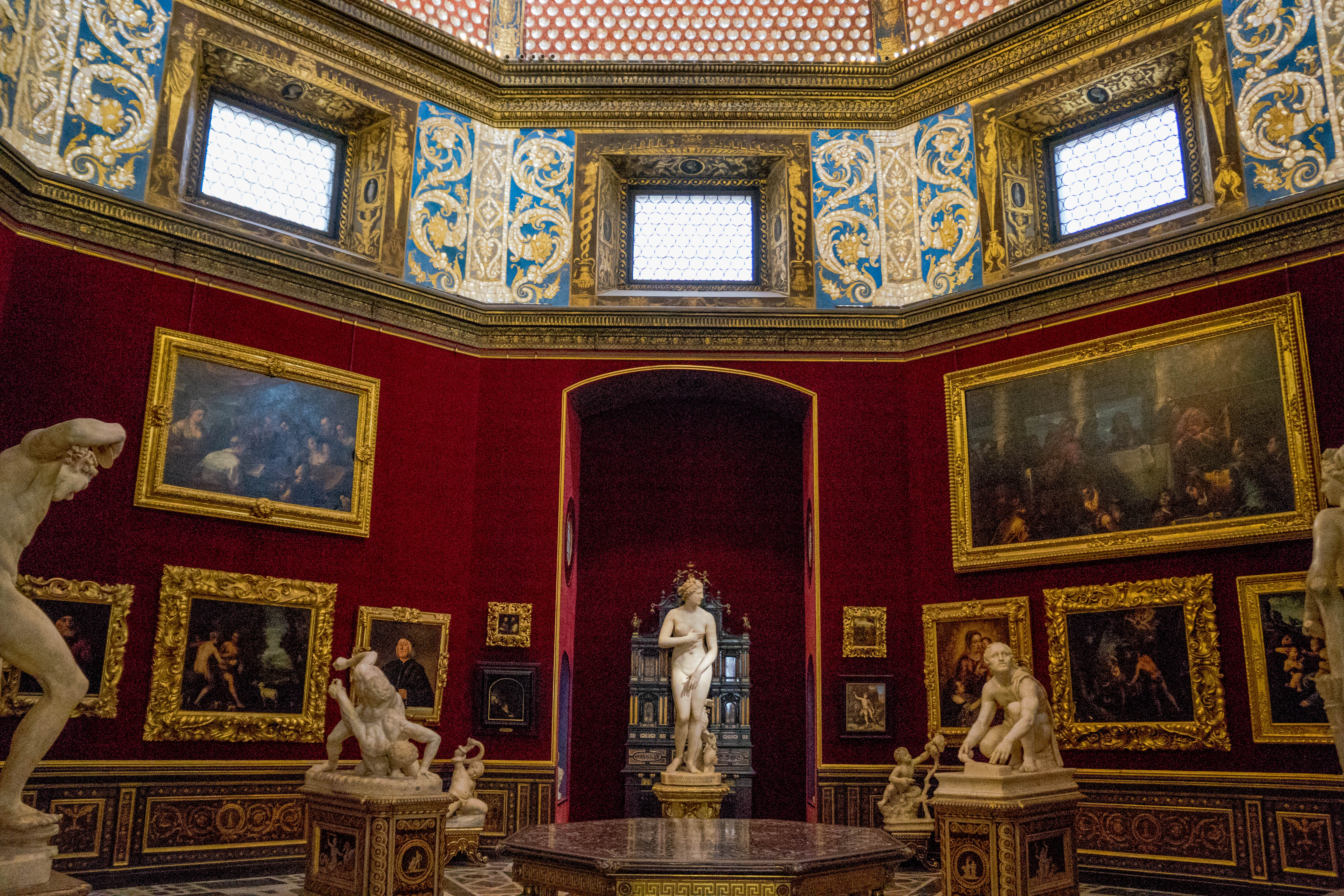
Венера Медицейская. I в. до н. э. в Зале трибуны. Оформление Гаспаре Мария Паолетти. 1779–1780

Центром начальной коллекции музея считается |Трибуна — зал, созданный в 1584 году архитектором Бернардо Буонталенти внутри восьмигранной башни восточного крыла здания. Оформление интерьера: Гаспаре Мария Паолетти (1779–1780).
В 1586 году Буонталенти создал Театр Медичи, соотносящийся по высоте с нижним и первым этажами современного здания музея, где теперь собраны коллекции графики, и с другими выставочными залами. Галерея была закрыта широкими витражами, украшена античными скульптурами и потолочными фресками. Но самая блестящая идея воплотилась в создании Зала трибуны, помещения символического значения, с восьмиугольным куполом, инкрустированным раковинами, богатого произведениями искусства и мебелью, освещённых сверху световым фонарём. Соседнюю с Залом трибуны террасу в 1589 году Великий герцог Фердинанд I, брат Франческо I, распорядился закрыть, чтобы превратить её в Зал Географических карт. В конце другого крыла Галереи, кроме Фондерии и различных лабораторий, располагался висячий сад, расположенный непосредственно над соседней Лоджией Ланци.
Над центральной дверью возвышается бюст Великого герцога Тосканы Франческо I Медичи, представляющий герб семьи Медичи — флорентийские лилии, эмблему принца, лавр и его зодиакальный знак Овна. В нишах портика предполагалось разместить различные скульптуры популярных во Флоренции людей, чтобы воскресить в памяти величие античного форума императора Августа. Но лишь только в середине XIX века в пустые ниши Вазари были помещены 28 статуй от Джотто до Галилея и от Макиавелли до Микеланджело, которые были призваны на протяжении веков восхвалять тосканский гений.
Коридоры Уффици перекрыты плоским кессонированным потолком, отдельные секции которого расписаны гротесками. Главная лестница, состоящая из 126 ступенек серого камня, вела на второй этаж комплекса и заканчивалась в вестибюле придворного театра Медичи. От придворного театра, возведённого Бернардо Буонталенти в 1585 году, на лестничной площадке сохранился старинный мраморный портал на входе в современный кабинет рисунков и гравюр, и три двери, ведущие в хранилище напротив лестницы. В XVIII веке, когда к власти пришли представители лотарингской ветви немецких Габсбургов, Пьетро Леопольдо I решил создать новый вход в галерею и продолжить лестницу Вазари, чтобы посетители могли пройти в музей. Над входной дверью в галерею расположен бюст Пьетро Леопольдо с надписью, посвящённой основателю одного из первых в современном понимании музеев западной истории.
Для наружной отделки здания был выбран чередующийся с белой флорентийской штукатуркой серый камень из каменоломен в долине Мензолы. Дворец Уффици стал одним из немногих зданий, для облицовки внешних стен которого был использован этот вид камня, который обычно предназначался для украшения интерьеров и внутренних дворов. После смерти Вазари в 1574 году постройку Уффици продолжили архитекторы Бернардо Буонталенти и Альфонсо Париджи Младший.

## Коридор Вазари
В 1565 году, по случаю свадьбы сына Франческо и Иоанны Австрийской, младшей дочери императора Фердинанда I, Козимо I поручил Джорджо Вазари соорудить потайной коридор, чтобы принц мог выйти из королевского дворца и пройти через город без сопровождения вооружённой охраны. Крытый проход длиной почти в 1 км был проложен в течение нескольких месяцев. Этот удивительный «коридор Вазари» проходил вдоль здания Уффици, затем поверх ремесленных и торговых лавок Понте Веккьо через реку Арно, и исчезал среди домов и дворцов. Выход из коридора находился в одном из гротов садов Боболи за воротами города. Так во Флоренции появилось новшество мировой урбанистики — Коридор Вазари: важнейшие точки города — река, старый мост, административный центр — были объединены проходом, использовавшимся тогда исключительно представителями двора.
Ныне Коридор Вазари хранит около семисот картин XVI—XVII веков римских и неаполитанских мастеров, а также уникальную коллекцию автопортретов известных художников Италии и мира вплоть до начала XX века. Cреди них автопортреты Рафаэля, Джорджо Вазари, Рубенса, Веласкеса, Бориса Кустодиева, Ореста Кипренского. Согласно сложившейся традиции в течение нескольких столетий лучшие итальянские и иностранные живописцы по заказу галереи писали свои портреты. Об уровне коллекции говорит тот факт, что там представлены исключительно авторские подлинники, за редким исключением (средневековая копия автопортрета Альбрехта Дюрера).

## История Галереи
Экспозиционное ядро галереи составили первые коллекции семьи Медичи. Экспонаты размещены по хронологическому принципу, предложенному герцогом Франческо I Медичи, сыном Козимо I. Посетителей галереи встречают росписи гротесками работы Аллори, Алессандро Алессандро Аллори и его помощников (1581). Завершает маршрут коллекция портретов. Многие произведения прошлом находились в других зданиях, но затем были помещены в Галерею.

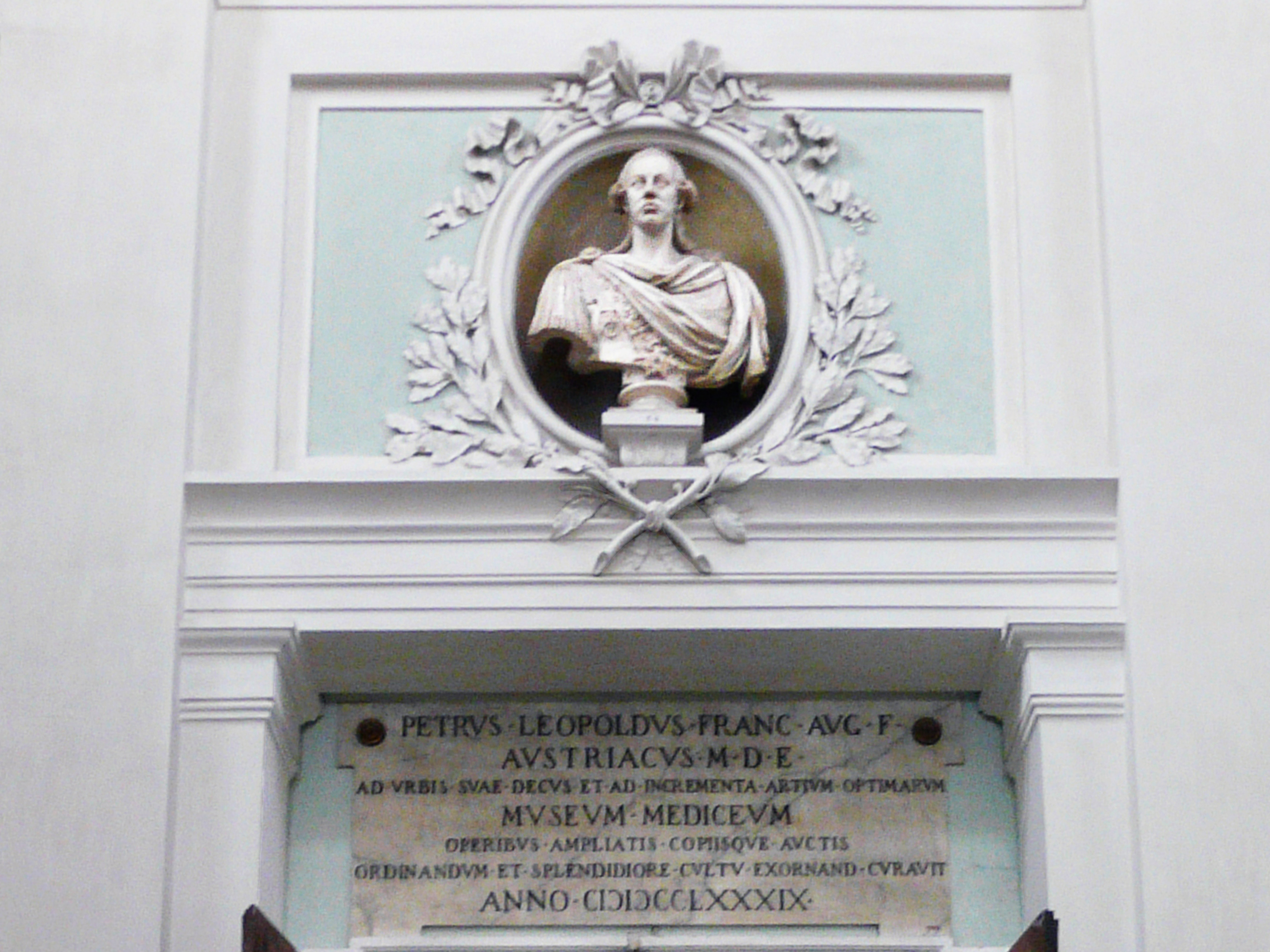
Бюст Франческо I
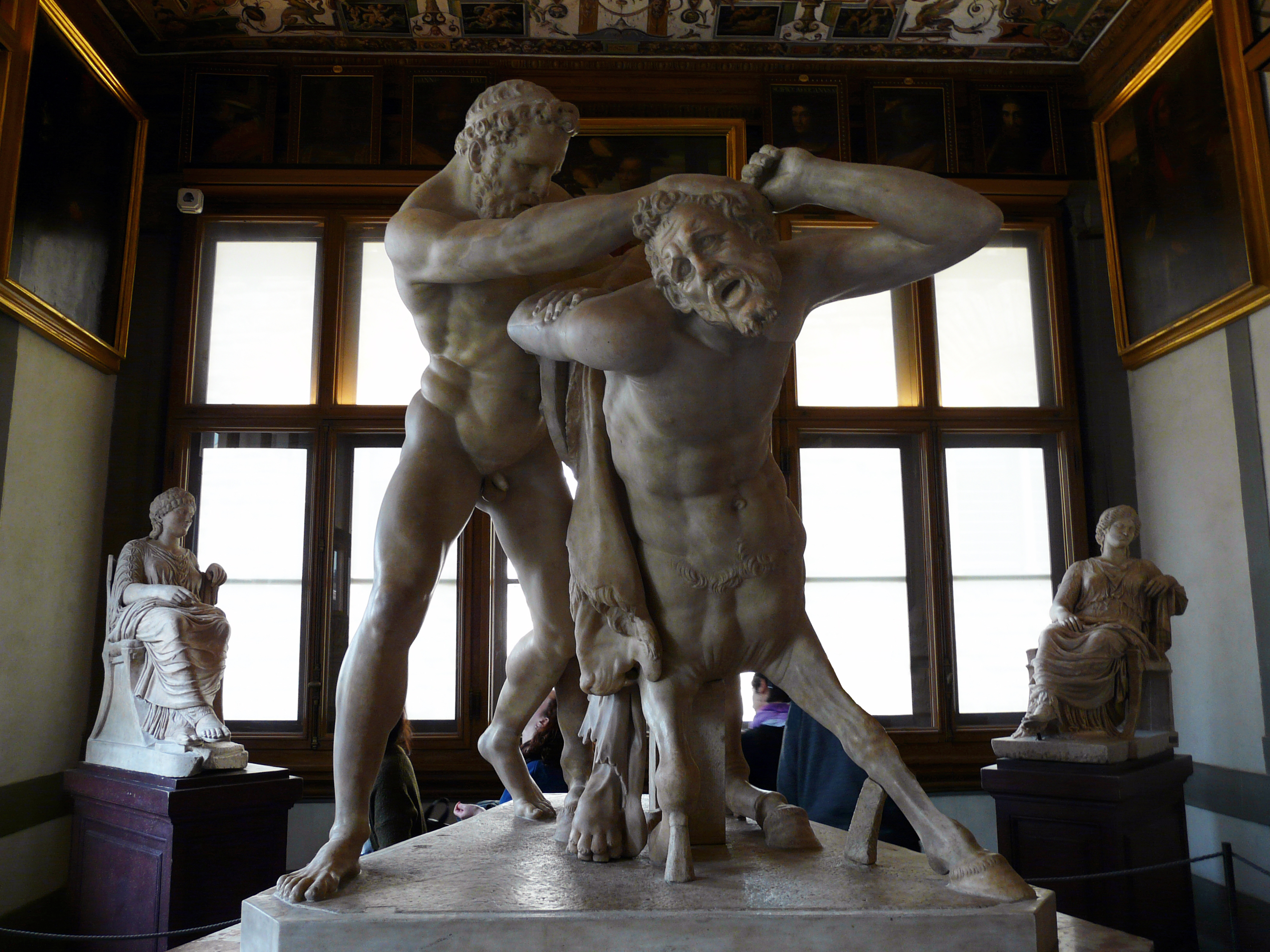
Геракл и кентавр
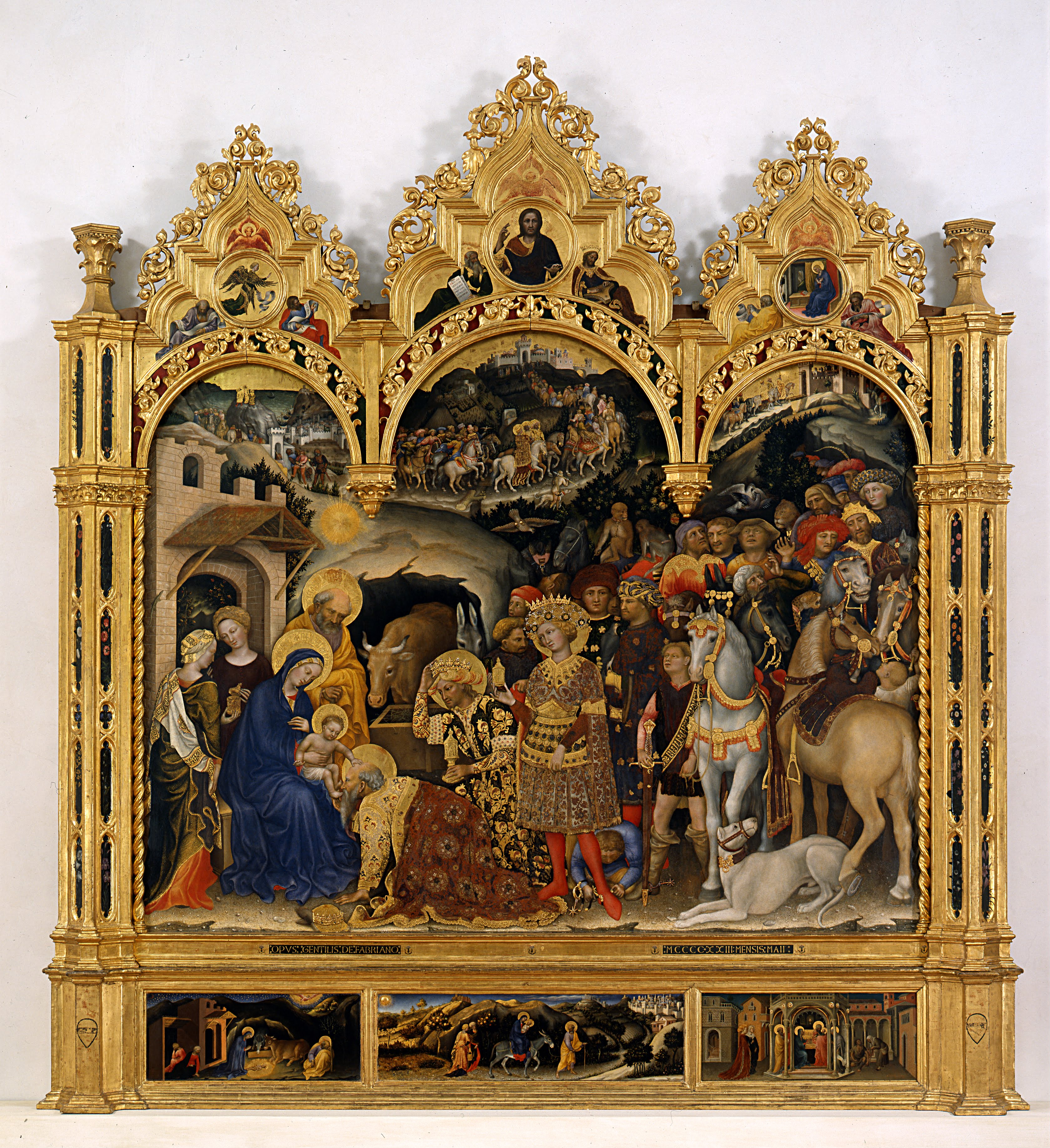
Джентиле да Фабриано. Поклонение волхвов
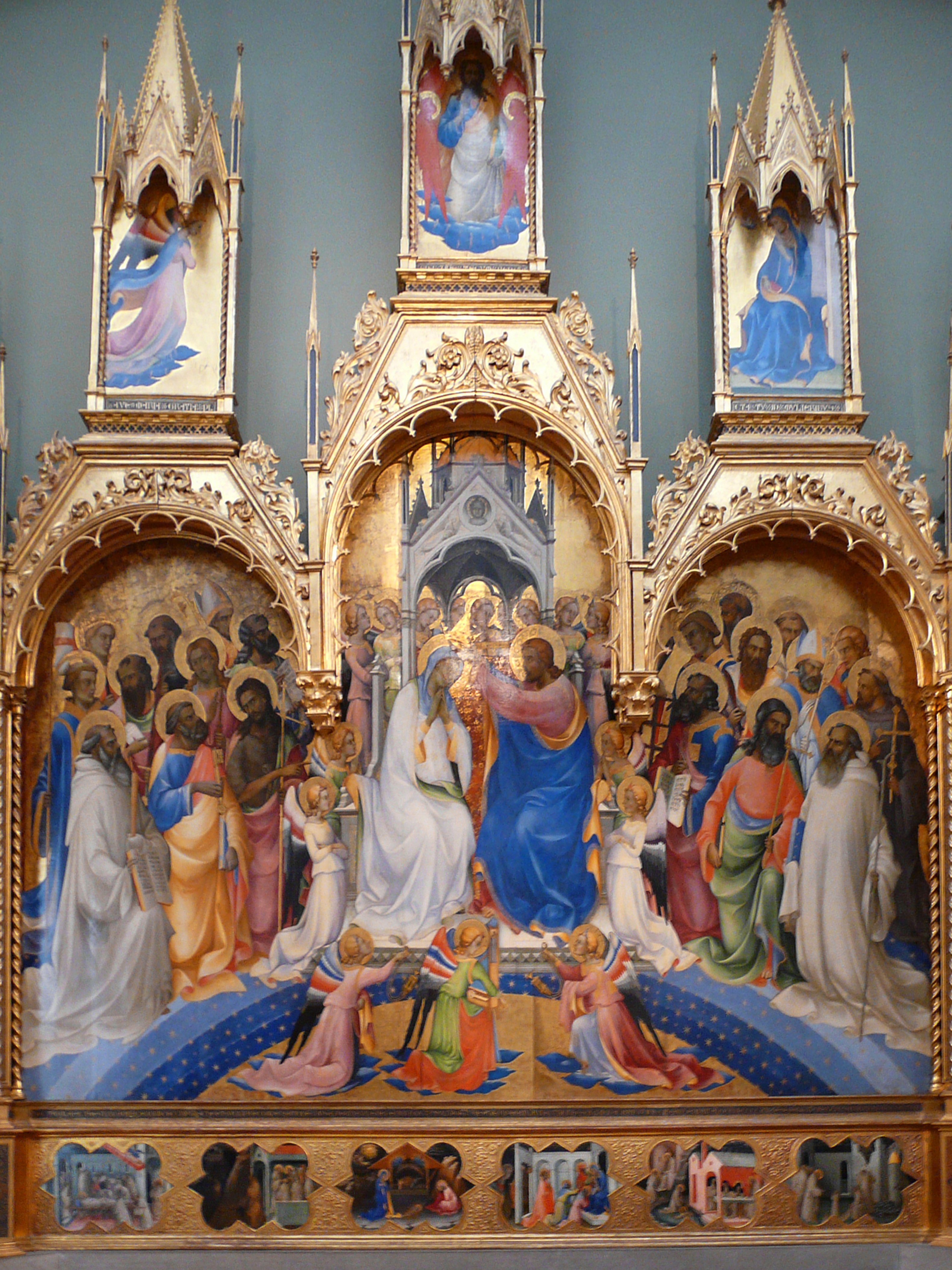
Лоренцо Монако. Коронование Девы Марии
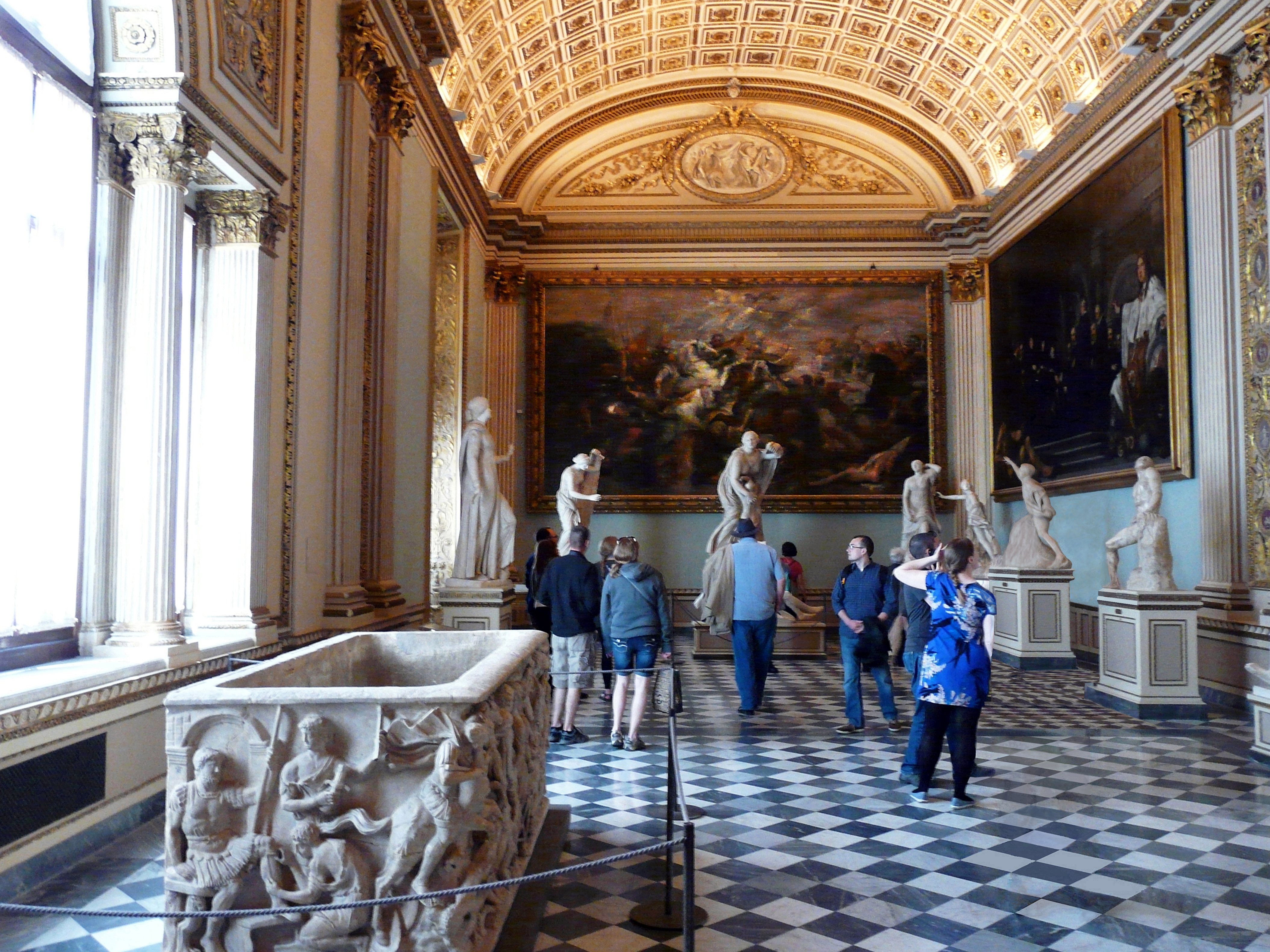
Зал Ниобеи
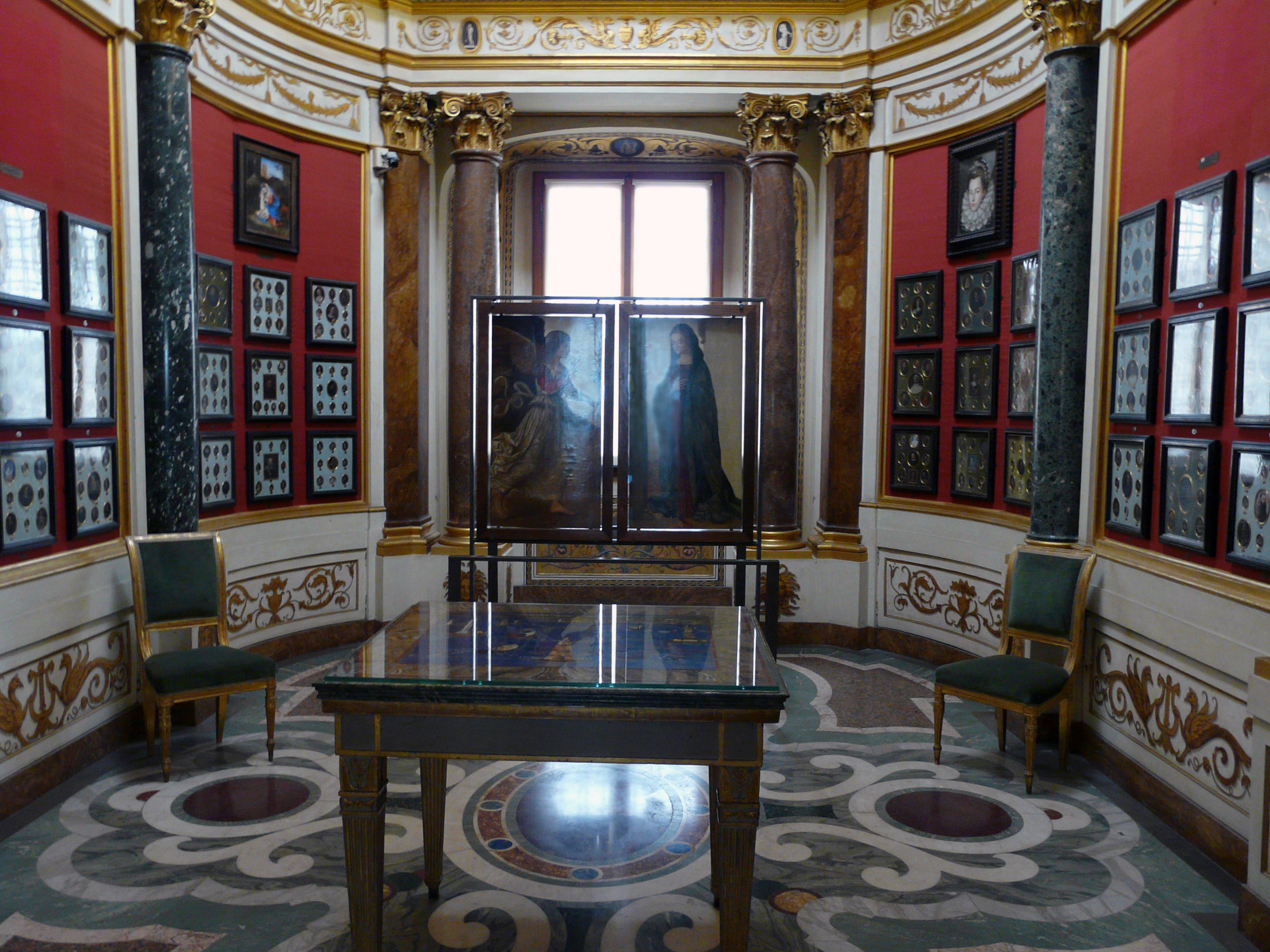
Кабинет миниатюр
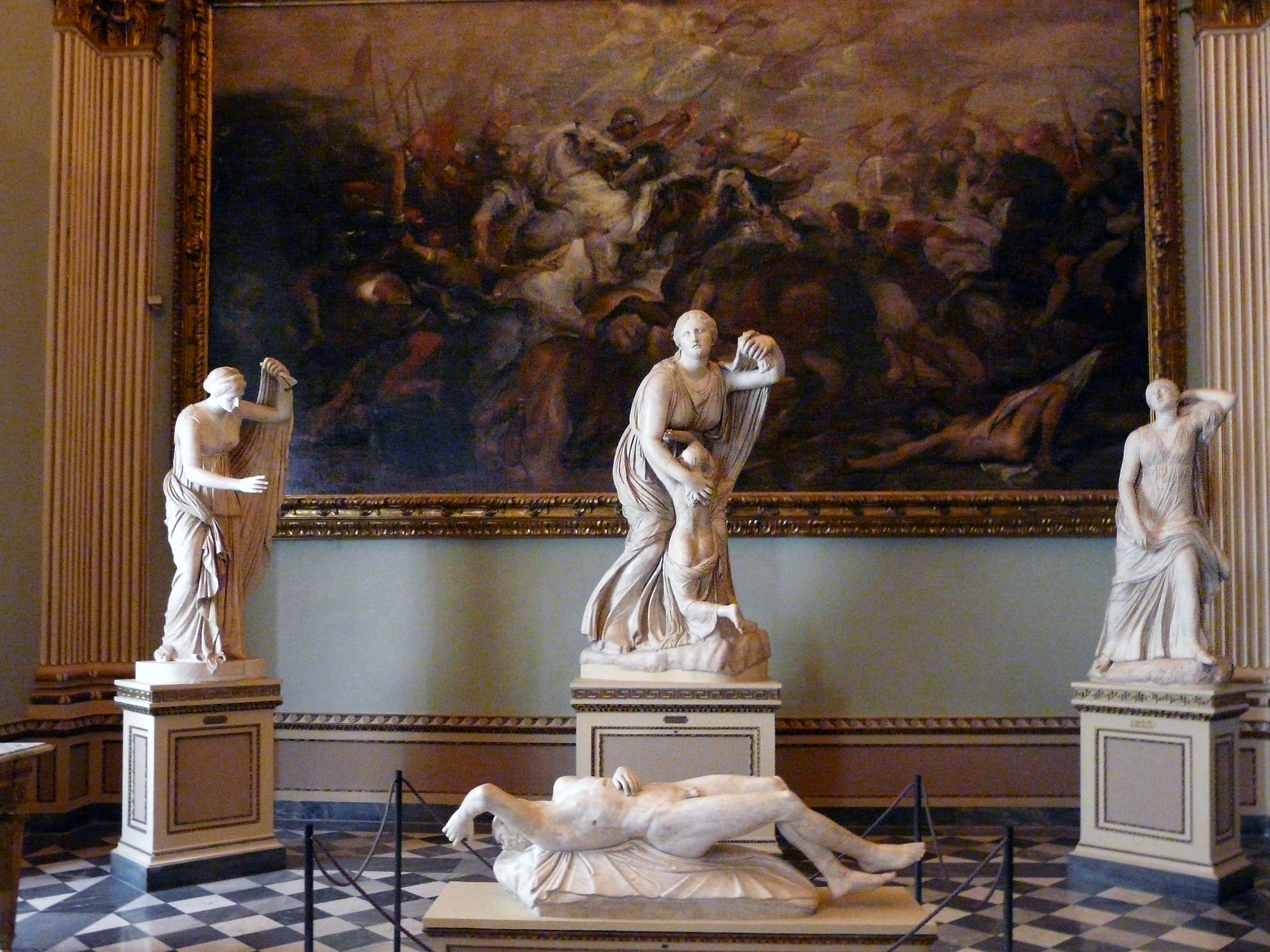
Зал Ниобеи
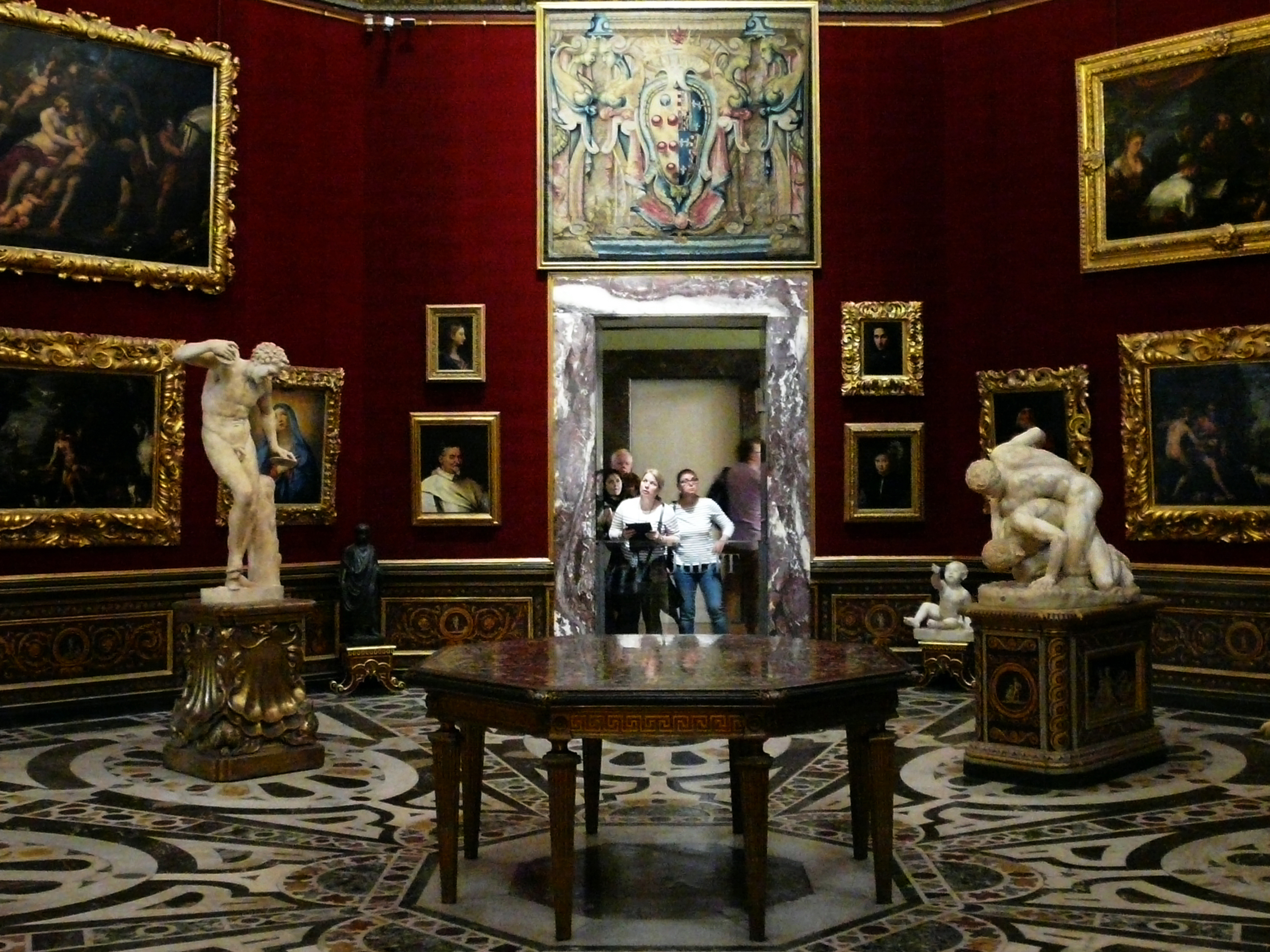
Скульптурная группа «Борцы» в Зале трибуны

При участии Великого герцога Франческо был оснащён картинами и ценными предметами его кабинет «Студиоло» в Палаццо Веккьо, который со временем тоже связывается с коллекцией Уффици проходом, построенным по верхним этажам. В 1581 году Франческо I перенёс в Уффици наиболее ценные предметы семейной коллекции произведений искусства, помещения на последнем этаже были переделаны в выставочные залы, в которые можно было зайти только через частные входы Палаццо-Веккьо. На втором этаже восточного крыла галереи были выставлены античные статуи и другие ценные произведения искусства. В этом же году последний этаж дворца превращается в Галерею, где можно «прогуливаться, рассматривая живопись, статуи и другие ценные предметы».
В начале первого коридора установлена скульптурная группа «Геракл и кентавр» — копия римского времени, с бронзового оригинала работы древнегреческого скульптора Лисиппа. В конце западного коридора на крыше Лоджии Ланци находится бельведер, откуда открывается вид на Палаццо Веккьо с башней Арнольфо, Дуомо (собор Санта-Мария-дель-Фьоре) и другие достопримечательности Флоренции. В коридорах галереи собрано множество римских статуй, ставших предметом увлечённого коллекционирования в эпоху Возрождения. Постепенно расширяющаяся коллекция XV века предметов старины, драгоценных камней, медалей, монет, ценных ваз из различных источников между XVI—XVII веками пополнилась необычной коллекцией античных статуй, принадлежавшей семье Медичи. Своды трёх коридоров расписаны фресками с причудливым орнаментом, так называемыми гротесками, изображающими аллегорические, мифологические и фантастические сцены.
В ранний период XV века флорентийский банкир и учёный-гуманист Палла Строцци для своей капеллы в церкви Санта-Тринита заказал у Джентиле да Фабриано алтарь «Поклонение волхвов»: произведение по своей экзотике далекое от работавшего в эти же годы тосканца Мазаччо, который вместе с Мазолино писал для влиятельного Феличе Бранкаччи в капелле Бранкаччи, а до него — для монахинь церкви Святого Амвросия.
С годами коллекция разрасталась, постоянно пополняемая страстными любителями искусства членами семьи Медичи. Так продолжалось до середины XVIII века, когда знаменитая династия прекратила своё существование со смертью последнего прямого потомка по мужской линии Джана Гастоне Медичи (1671—1737). Его сестра, Анна Мария Луиза (1667—1743), 31 октября 1737 года завещала семейную коллекцию Флоренции.
Многие произведения, находящиеся теперь в галерее Уффици, обязаны церквям, монашеским братствам, монастырям Флоренции и её окрестностей, где начинали работать монахи-художники, такие как Фра Анджелико, Лоренцо Монако, Фра Бартоломео.
Существовали и иные исторически сложившиеся возможности для пополнения Уффици: Флоренция, с XIV века имевшая крепкую сеть международных связей, совершала плодотворные обмены, случалось, и не впрямую, произведениями искусства с другими странами. К примеру, Томмазо Портинари, итальянский банкир, который более сорока лет прожил в Брюгге (Нидерланды) в качестве представителя флорентийского банка Медичи, заказал алтарный триптих для церкви Святого Эгидия (Chiesa di Sant’Egidio) при Оспедале (Приюте) Санта-Мария-Нуова во Флоренции. Это был знаменитый «Алтарь Портинари» Хуго ван дер Гуса, ныне хранящийся в Галерее Уффици.
Кроме того, официальные визиты в город сановников и духовных лиц почти всегда влекли за собой разные художественные «новости»: кардиналу Португальскому, скончавшемуся во Флоренции в 1459 году, посвящена капелла в церкви Сан-Миниато-аль-Монте, откуда произошла великолепная надалтарная картина Антонио и Пьеро дель Поллайоло. В связи с бракосочетанием Марии Медичи с Генрихом IV, королем Франции, в 1600 году Филиппо Пигафетта (1533—1604), уроженец Виченцы, проектирует в Уффици особую комнату для изучения военной архитектуры и публикует описание Галереи для иностранцев. Пожертвования дипломатов, подарки, связанные с получением приданого при браках с лицами из других стран, обогащают собрания Великих герцогов, с особым вниманием всегда относившихся к произведениям искусства других итальянских и иностранных школ и к нефлорентийским художникам того времени. Фердинандо I (1549—1609), который в Риме уже в 1583 году купил тогда только что обнаруженную знаменитую античную скульптурную группу «Борцы» (в Зале Трибуна с 1677 года), получил в подарок от кардинала Дель Монте «Медузу» Караваджо и унаследовал миниатюры и другие произведения в качестве приданого своей супруги Кристины Лотарингской, внучки Екатерины де Медичи. Фердинандо II (1610—1670) получил вместе с приданым супруги, Виттории делла Ровере, среди прочего, «Диптих» Пьеро делла Франческа и «Венеру Урбинскую» Тициана и приобрел картины северных художников с помощью художника Агостино Тасси, первого посредника семейства Медичи.
Пополнениями Галереи были заняты: Козимо II (1590—1621), ценитель эмилианца Гверчино и его сына; эрудированный кардинал Леопольдо (1617—1675), основатель Академии дель Чименто, где впервые были размещены автопортреты и рисунки; Козимо III (1642—1723), купивший картины иностранцев, главным образом фламандцев, например, два холста Рубенса, поврежденные взрывом 1993 года и теперь реставрированные. И, наконец, Великий принц Фердинандо (1663—1713), пригласивший во Флоренцию художников Джузеппе Мария Креспи, Маньяско и обоих Риччи. Последняя из угасающей династии Медичи, Анна Мария Луиза (1667—1743), назвав Галерею «всегда открытой публике», тем самым определила, что Уффици выживет и в дальнейшем, с вступлением во власть Лотарингов. Просвещённому Пьетро Леопольдо (Великий герцог Тосканский в 1765—1790 гг.) Галерея обязана большой входной лестницей, вестибюлем и Залом Ниобеи. Вновь возникший интерес к «примитивистам» вызывает и новые приобретения — древние картины поступают сюда из ликвидированных монастырей. К этому времени составляется ядро коллекции французской живописи и издаются первые «научные» путеводители (Бенчивенни Пелли, 1779; Луиджи Ланци, 1782).
Галерея была открыта широкой публике в 1769 году, благодаря Великому герцогу Пьетро Леопольдо I. Этот представитель австрийской династии Габсбургов — Лотарингов, которая унаследовала Герцогство Тосканское после Медичи и правила им вплоть до объединения Италии, считается одним из самых образованных и просвещенных правителей Тосканы. В XIX веке многие произведения за недостатком места размещали в других вновь созданных собраниях: Барджелло, Сан-Марко. В 1800 году первые статуи выдающихся флорентийцев разместили в нишах фасадов первого этажа здания.
Начиная с XIX века, в связи с ростом пинакотеки, преобразования следуют одно за другим; переоборудуются и открываются, в зависимости от потребностей, новые залы; этот процесс происходит непрерывно, несмотря на разрушения от взрыва 1993 года, и вплоть до сегодняшнего дня. В послевоенные годы реорганизации и реставрации проходили под руководством директоров музея: Роберто Сальвини, Луизы Бекеруччи, Лучано Берти.
С 1987 года директор Галереи Уффици Аннамария Петриоли Тофани, хранители Джованни Агости, Катерина Канева, Алессандро Чеки, Антонио Натали, Пьера Боччи Пачини, архитектор Антонио Годоли (восстановил, среди прочего, Королевские почты на первом этаже, выставочные залы и лоджию на нижнем этаже) продолжали эти работы, включая филологическую реконструкцию трех коридоров, а также переоборудование в соответствии с современными критериями многих залов.
В марте 2004 года началось расширение музея за счет первого этажа, отведённого под служебные помещения. Благодаря оптимальной системе размещения шпалер, картин и других предметов хранения, при предполагаемых в будущем перемещениях некоторых уже выставленных произведений (более всего это относится к картинам XVII—XVIII вв., которые до сих пор находятся в последних залах Третьего коридора), будет возможно продолжить экскурсионный художественный маршрут, удобный с точки зрения развития художественных школ и хронологии. В окончательный порядок приводится бывшая прежде в Меридиане Палаццо Питти, великолепная Коллекция Контини Бонакосси (вход с виа Ламбертеска); со временем она будет соединена непосредственно с основным музейным маршрутом. Кроме того, прекрасная Лоджия над Арно, открытая в декабре 1998 года на нижнем этаже (соответствующая южному коридору Галереи), уже стала частью маршрута обновленного музея Уффици.
Коллекции Галереи Уфицци были полностью реорганизованы в соответствии с новыми научными критериями Эпохи Просвещения. Некоторые экспонаты вошли в коллекции Музея Зоологии и Естествознания, более известного как La Specola. Многие статуи эпохи Возрождения стали ядром Национального Музея скульптуры Барджелло, а некоторые экспонаты, относящиеся к искусству этрусков, присоединились к коллекциям Археологического Музея Флоренции. В наши дни Галерея Уффици является одним из самых посещаемых музеев мира.

## Коллекция
В Галерее Уффици находятся тысячи произведений живописи от средневековых до современных, античные скульптуры, миниатюры, гобелены, а также исключительная коллекция Кабинета рисунков и эстампов (в городе, где по традиции существует уникальная школа рисунка).

### Первый коридор
В этом коридоре экспонируются алтарные картины тосканского проторенессанса: Джотто, интернациональной готики, раннего Возрождения: фра Филиппо Липпи, Поллайолло, Леонардо да Винчи, Андреа Мантеньи, венецианцев братьев Беллини, а также живопись художников северной Италии XV века.
В отдельном зале № 10-14, «Зале Боттичелли», размещены лучшие картины этого знаменитого флорентийского художника эпохи Медичи.
С 1996 года в восточном Коридоре размещена большая часть произведений второй половины XVI в., собранных герцогом Франческо I, основателем Галереи. После реставрации Первого коридора распределение статуй и картин сверялось с зарисовками Галереи, выполненными в 1748—1765 годах Бенедетто де Грейссом.
Художник Кристофано дель Альтиссимо специально для герцога Козимо I скопировал часть портретов знаменитой серии, собранной в XVI веке историком и биографом Паоло Джовио. Так называемая «Серия Джовио» включает портреты литераторов, правителей, государственных деятелей и высокопоставленных лиц разных эпох и стран. В 1587 году портреты были перенесены из Палаццо Питти в Уффици.
Вдоль стен расположены бюсты и античные скульптуры из коллекций Медичи. Потолки украшены гротесками Алессандро Аллори и мастерами из «Студиоло» Палаццо Веккьо.

### Второй и Третий коридоры
Приведение в порядок Второго и Третьего коридоров, одновременно с реставрацией Первого, относится к 1996 году. Южный коридор, с широкими окнами, над площадями дельи Уффици и Арно, для лучшего его обозрения оформлен заново. Среди установленных здесь скульптур находятся эллинистический бюст так называемого «Умирающего Александра» и римская копия скульптуры «Амур и Психея». В Третьем коридоре, на стороне входных дверей в залы, помещены пятьдесят портретов представителей Лотарингской династии. В торце над Лоджией деи Ланци вновь размещены — порядок размещения известен благодаря одному из рисунков XVIII века из Альбома Де Грейсса — скульптура «Вепрь» и уменьшенная копия «Геракла Фарнезского», стоящие по сторонам эллинистической скульптуры «Лаокоон» работы Баччо Бандинелли (1523), первая копия с которой (в натуральную величину) вернулась в Рим в 1506 году (все три скульптуры реставрированы в 1994 году).

## Шедевры Галереи Уффици

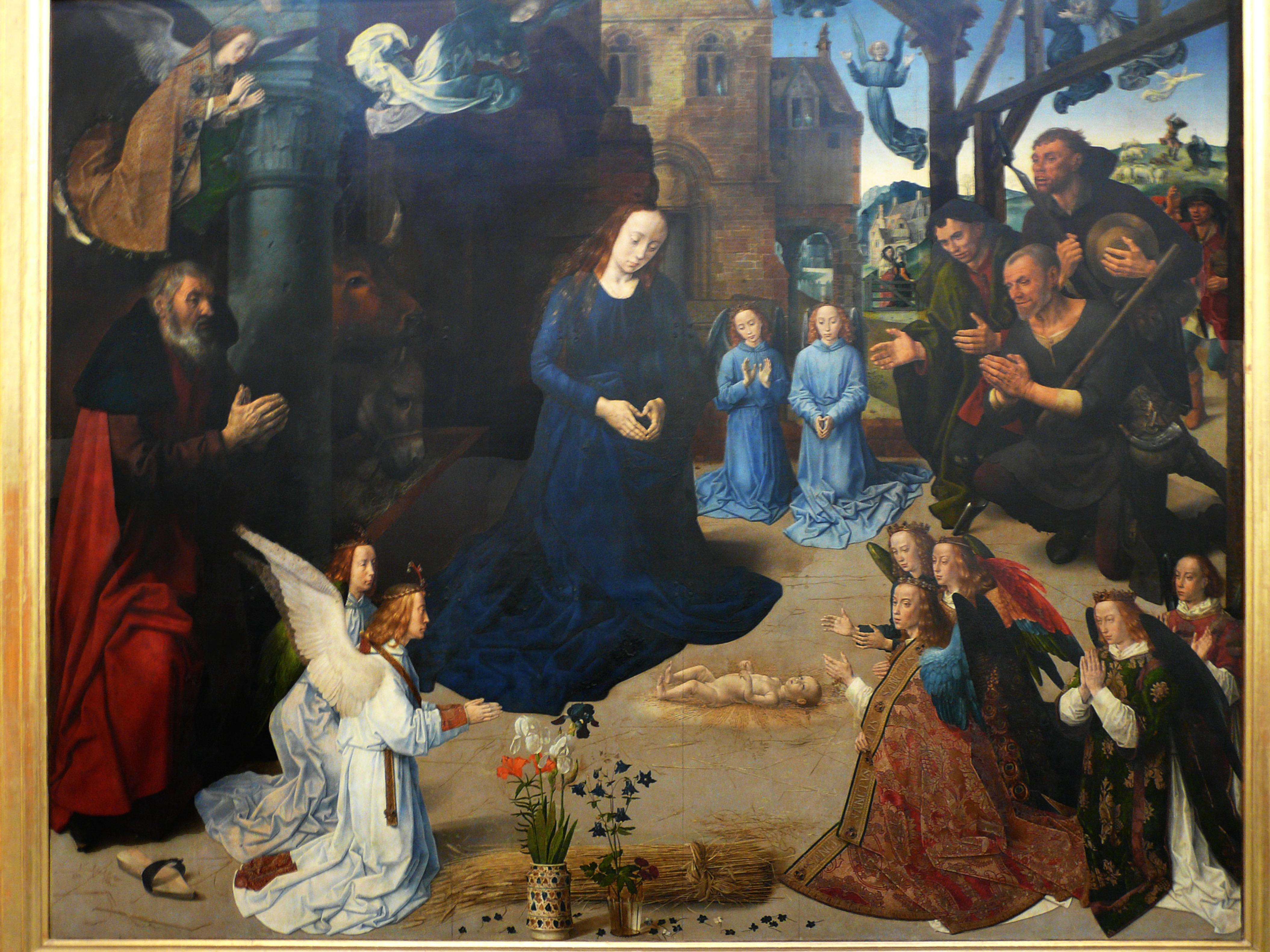
Хуго Ван дер Гус. Алтарь Портинари. Центральная створка. 1477—1478. Дерево, масло
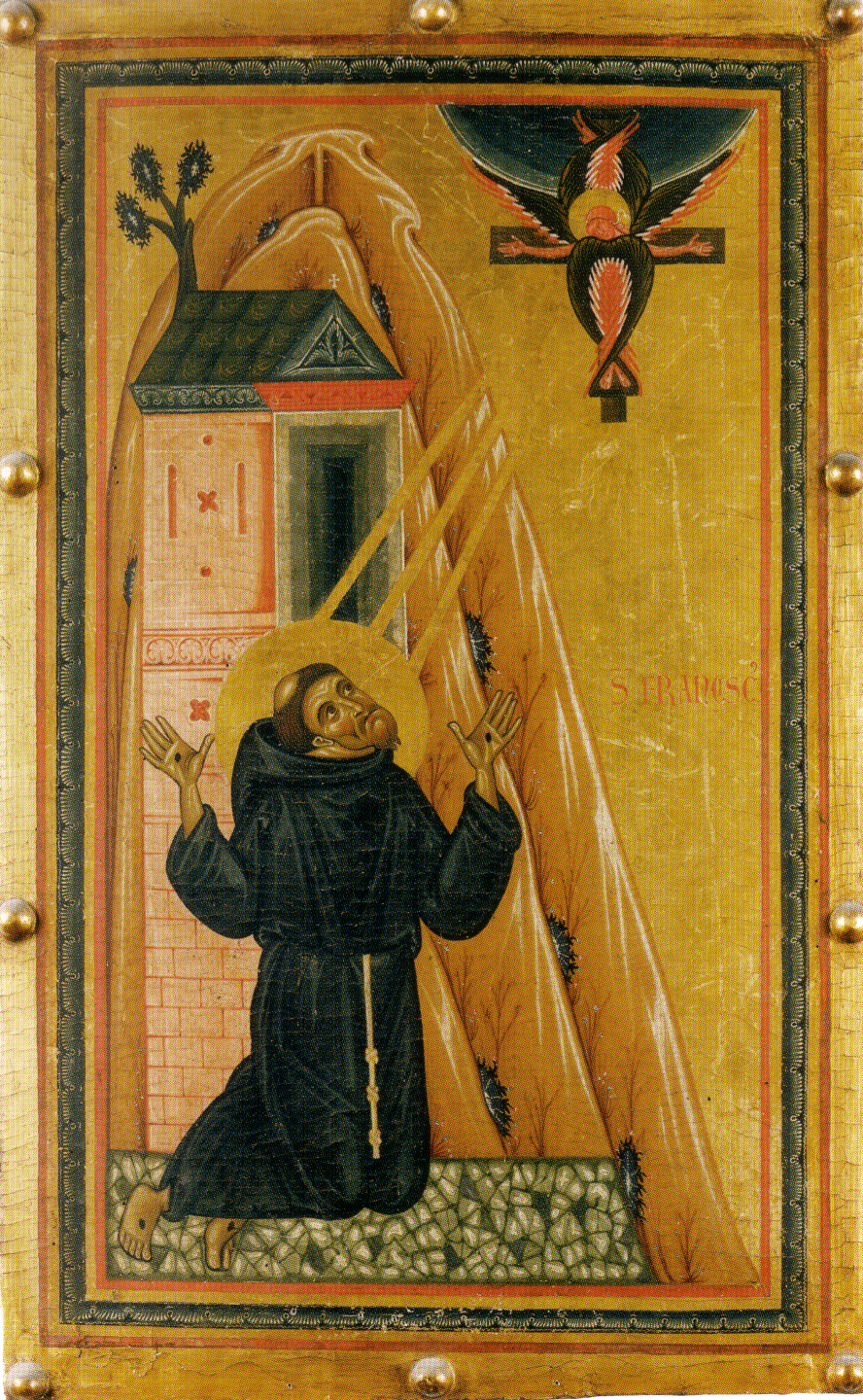
Неизвестный мастер. Стигматизация Святого Франциска. 1240-е. Дерево, темпера
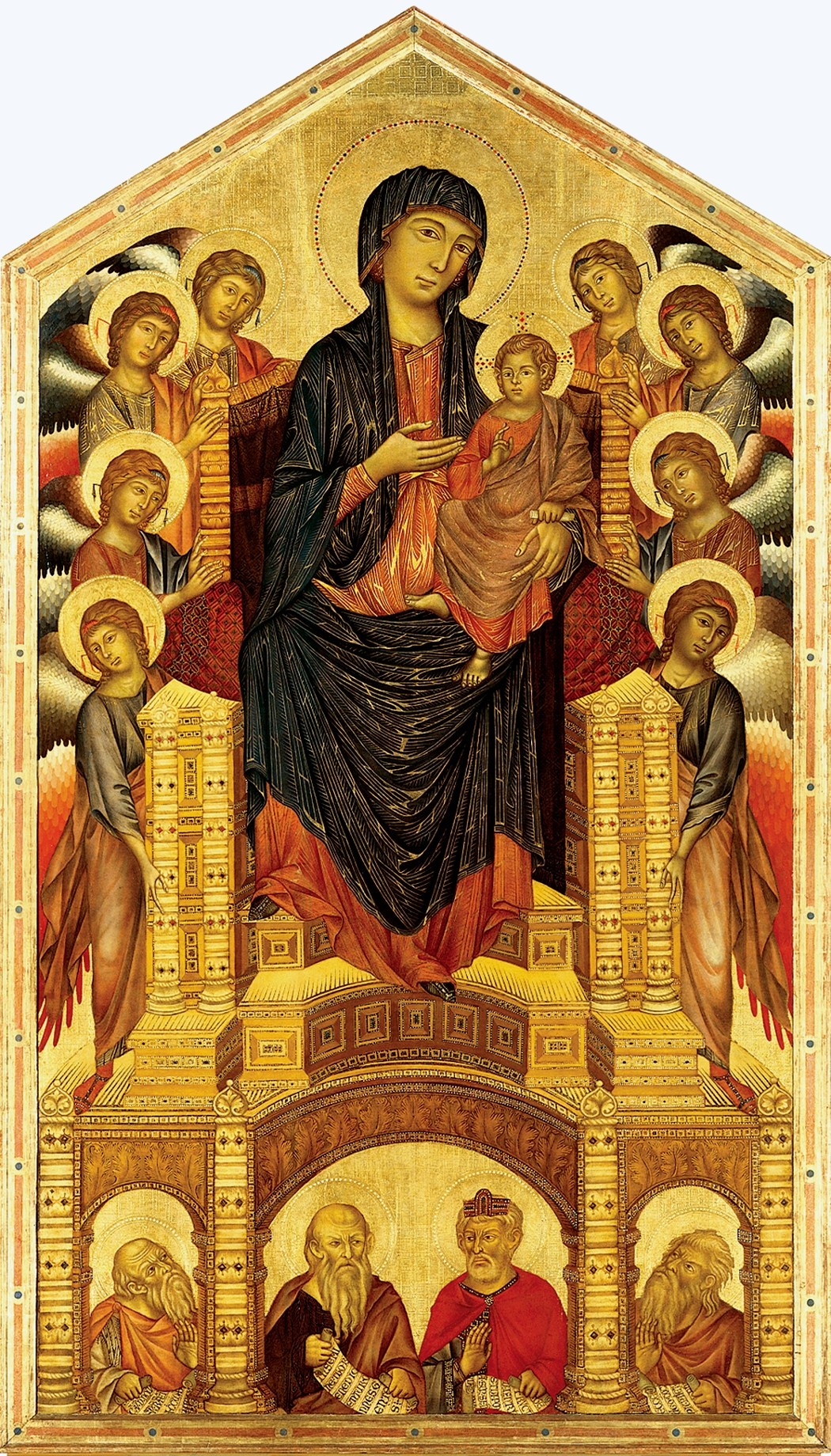
Чимабуэ. Маэста (Величание Мадонны). Алтарный образ церкви Санта-Тринита. Ок. 1290 г. Дерево, темпера
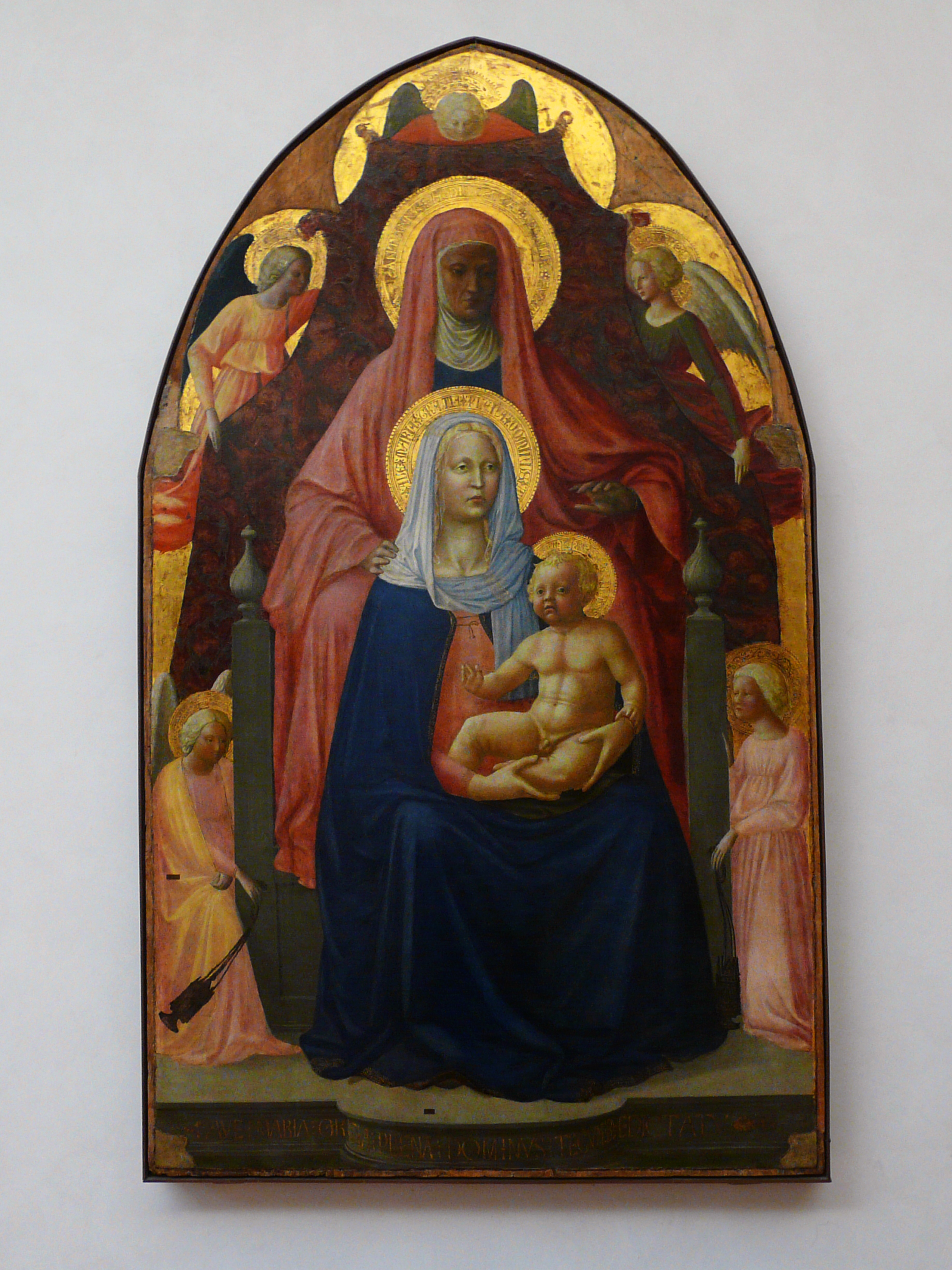
Мазаччо и Мазолино. Anna selbdritt (Алтарь Святой Анны). 1424—1425. Дерево, темпера
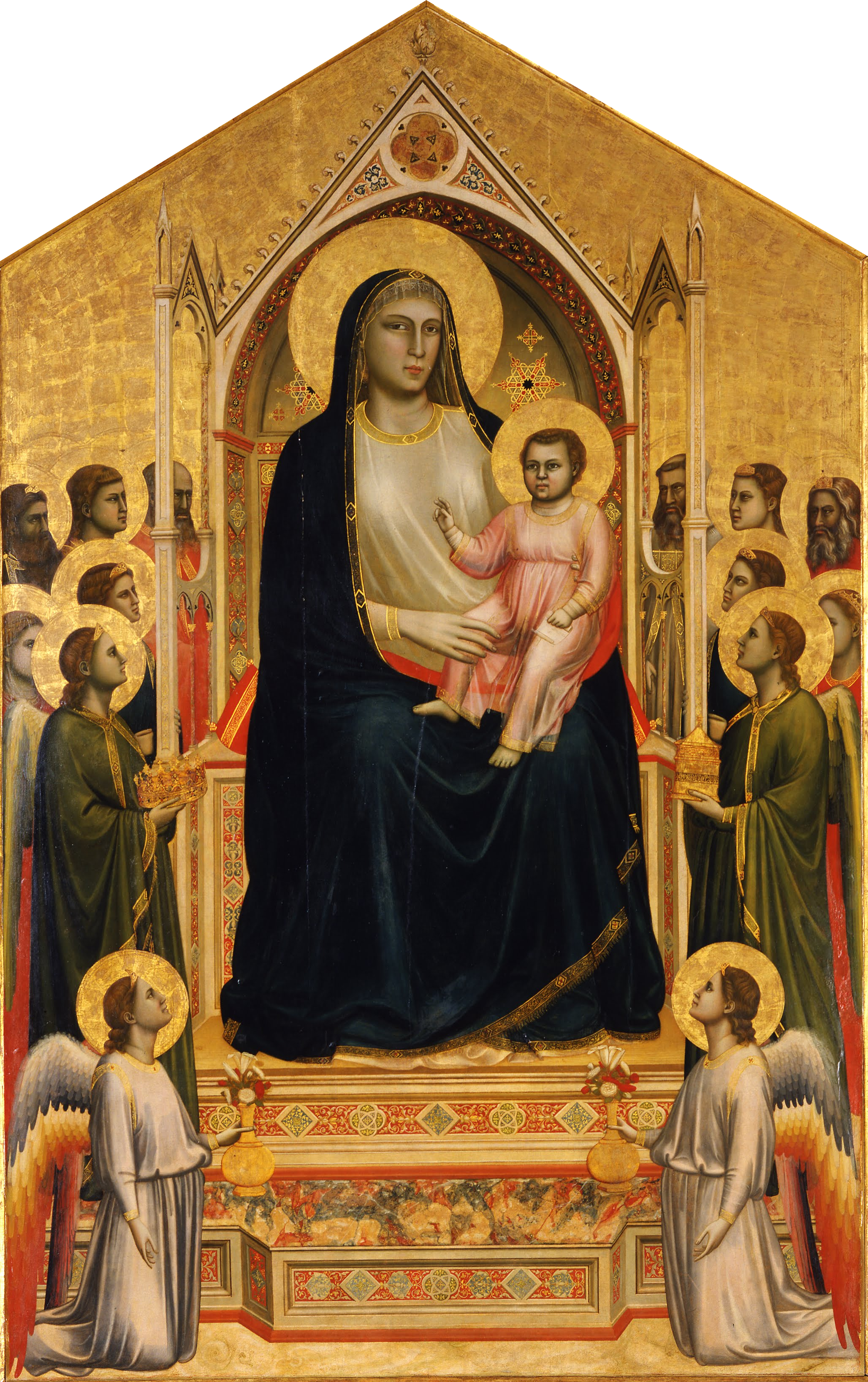
Джотто. Мадонна Оньиссанти. 1310. Дерево, темпера, золочение
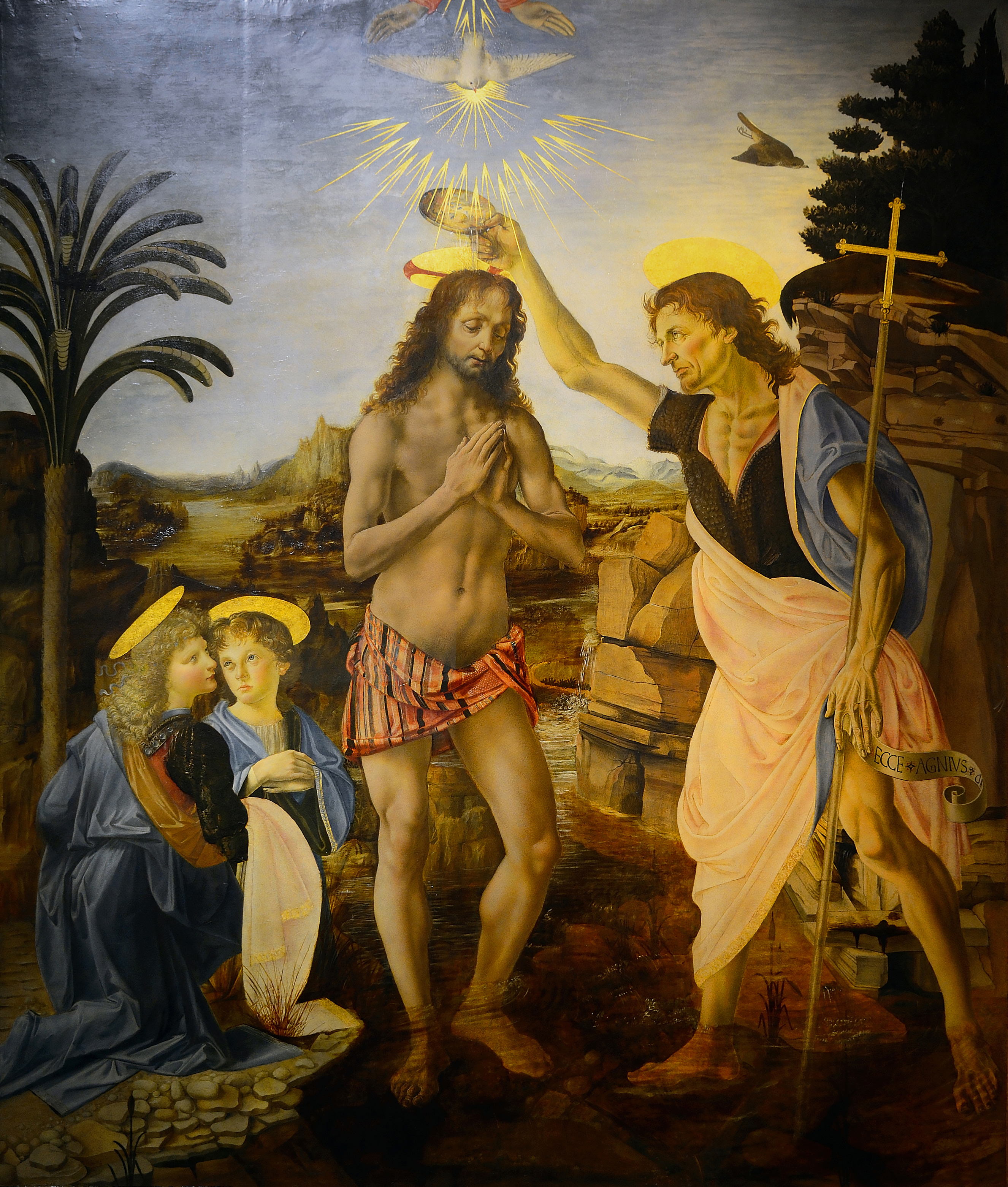
Андреа Верроккьо и Леонардо да Винчи. Крещение Христа. Между 1470 и 1475. Дерево, темпера, масло
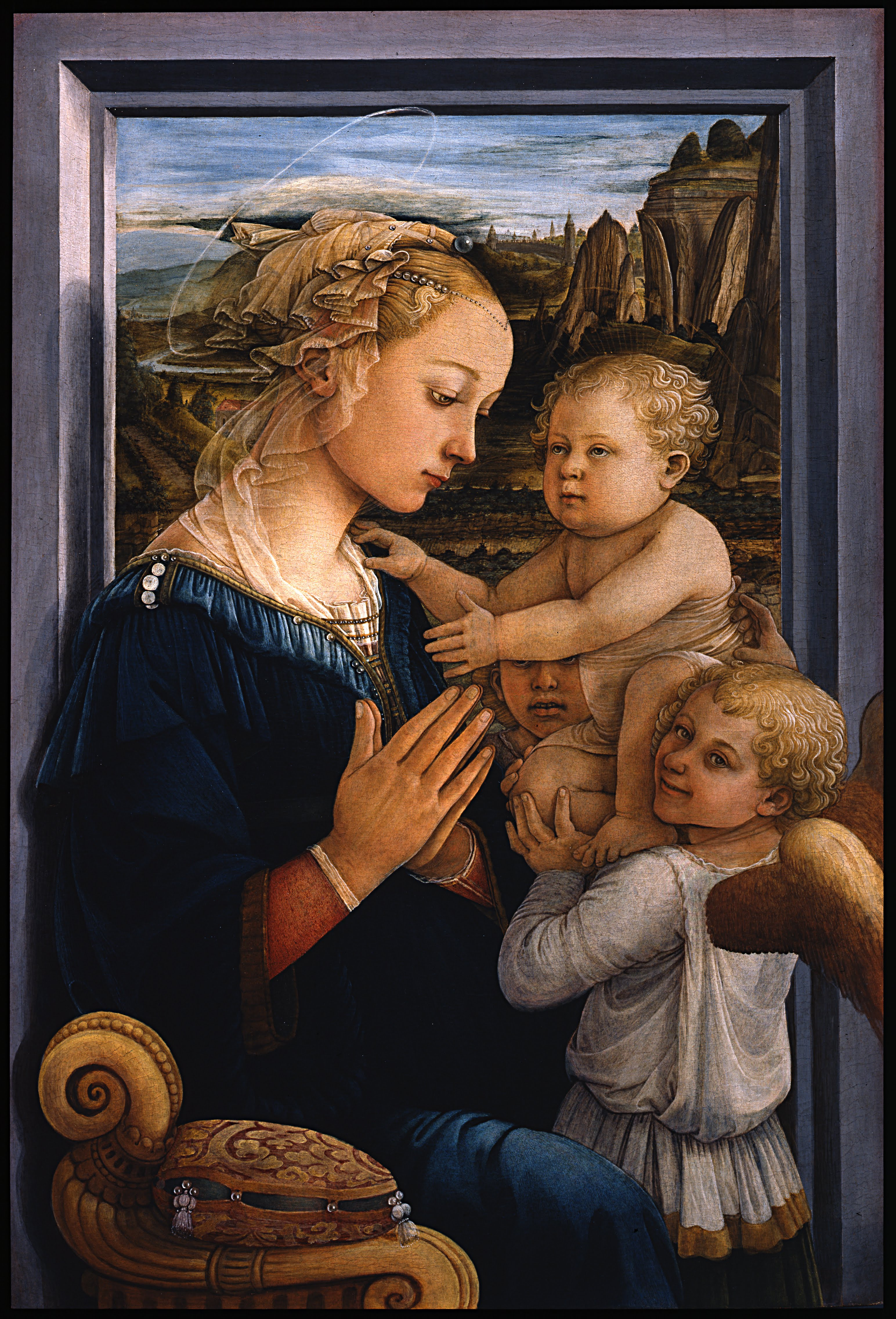
Филиппо Липпи. Мадонна с Младенцем и два ангела. Между 1460 и 1465. Дерево, темпера
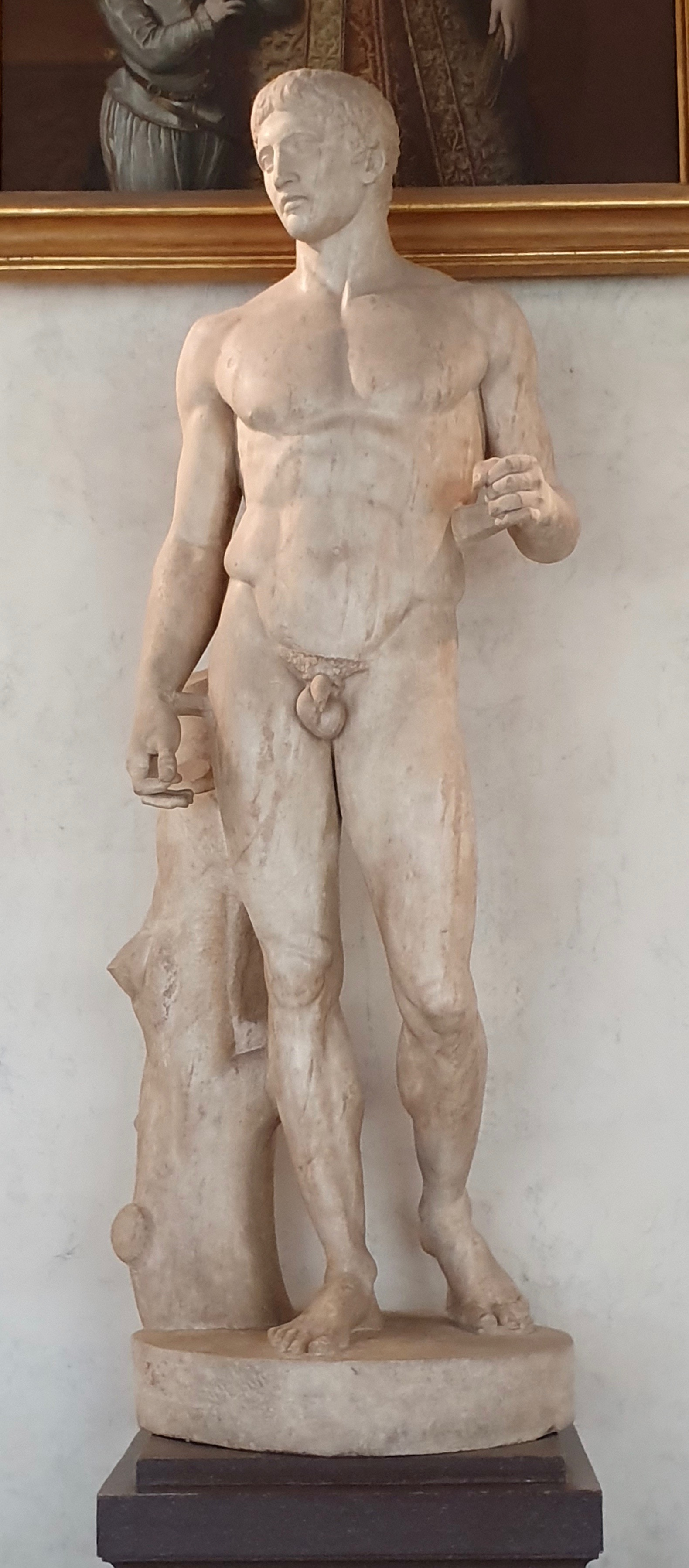
Дорифор. Римская реплика древнегреческого оригинала Поликлета
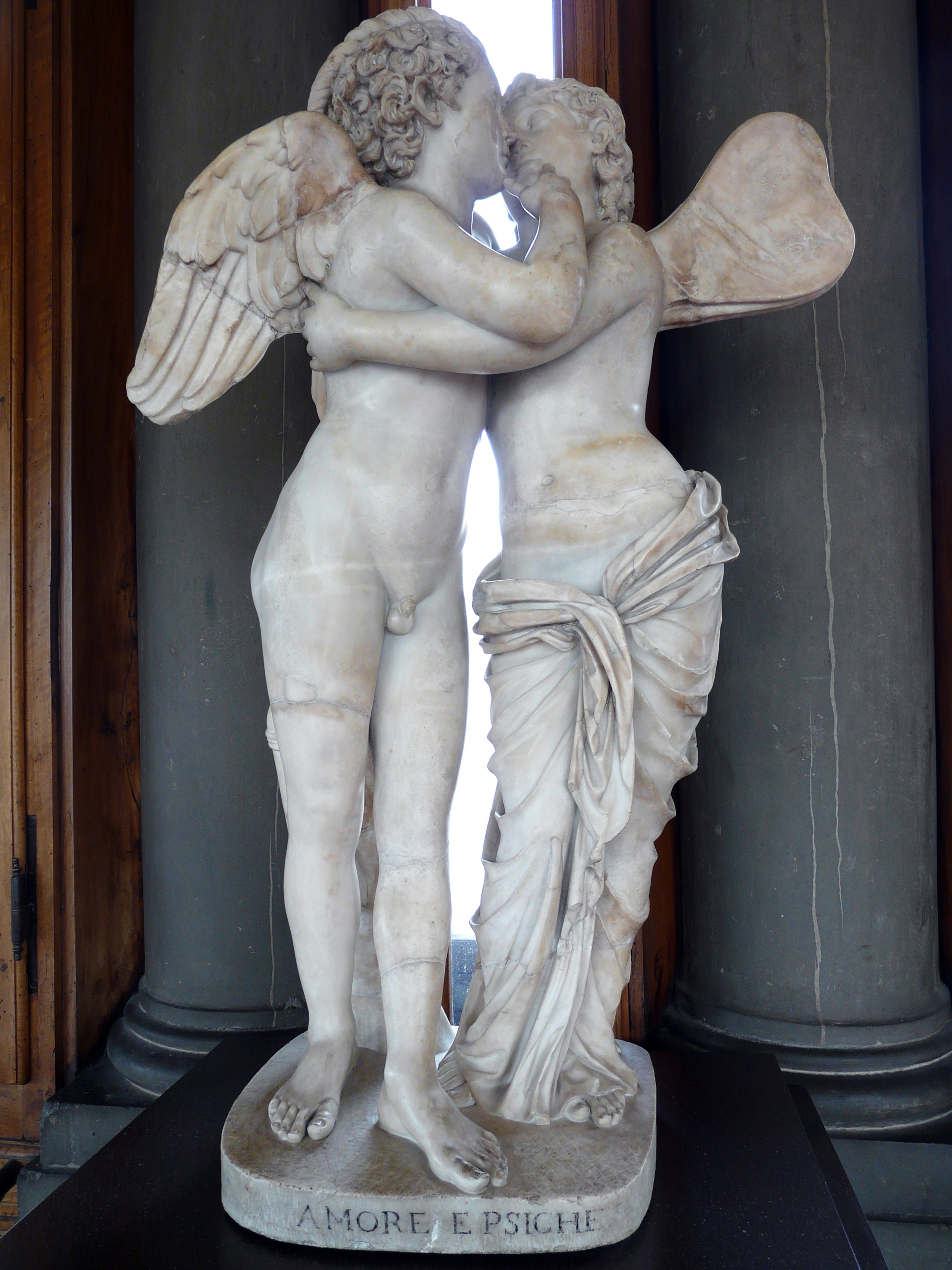
Амур и Психея
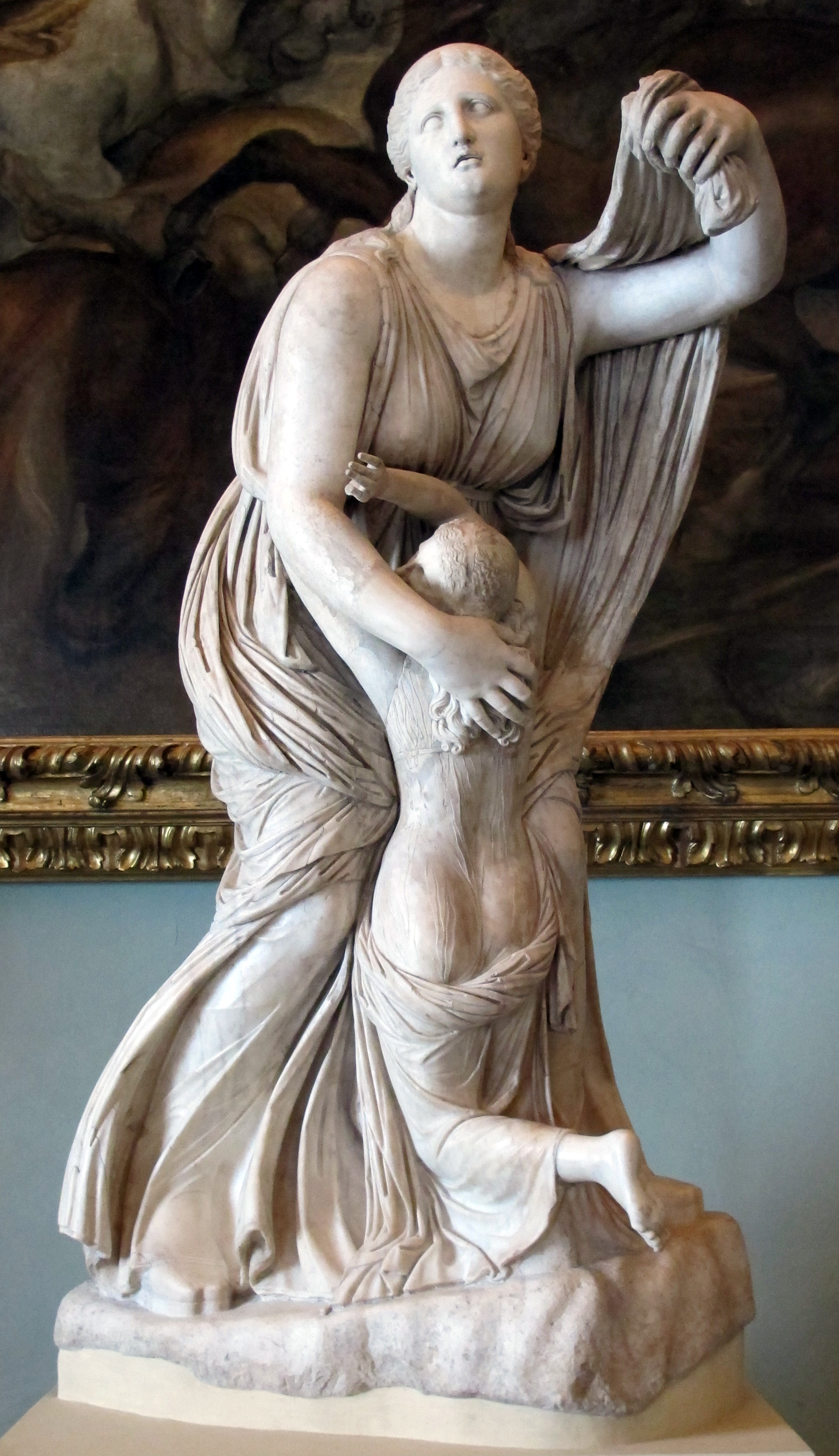
Ниоба и её младшая дочь
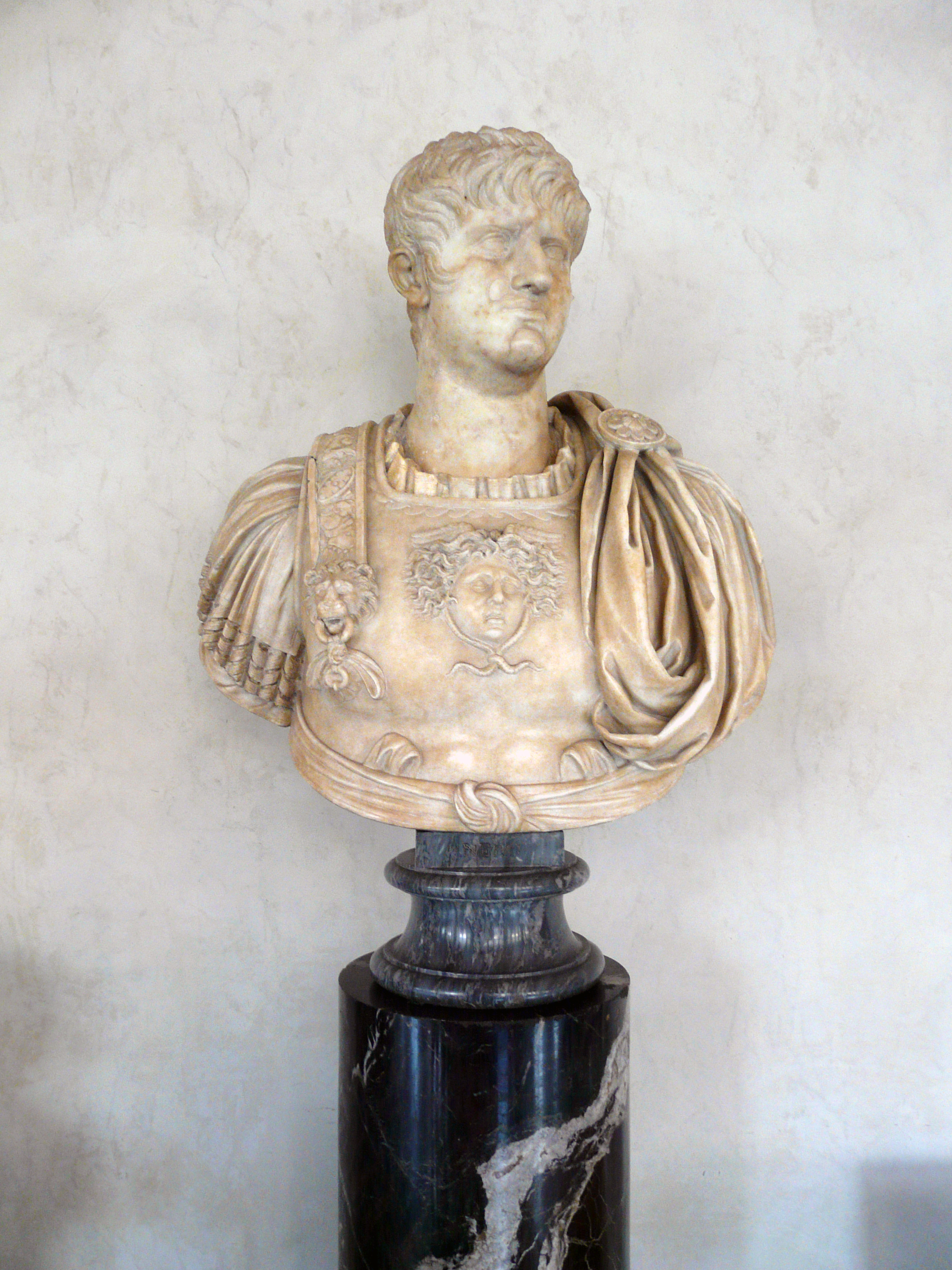
Бюст императора Нерона
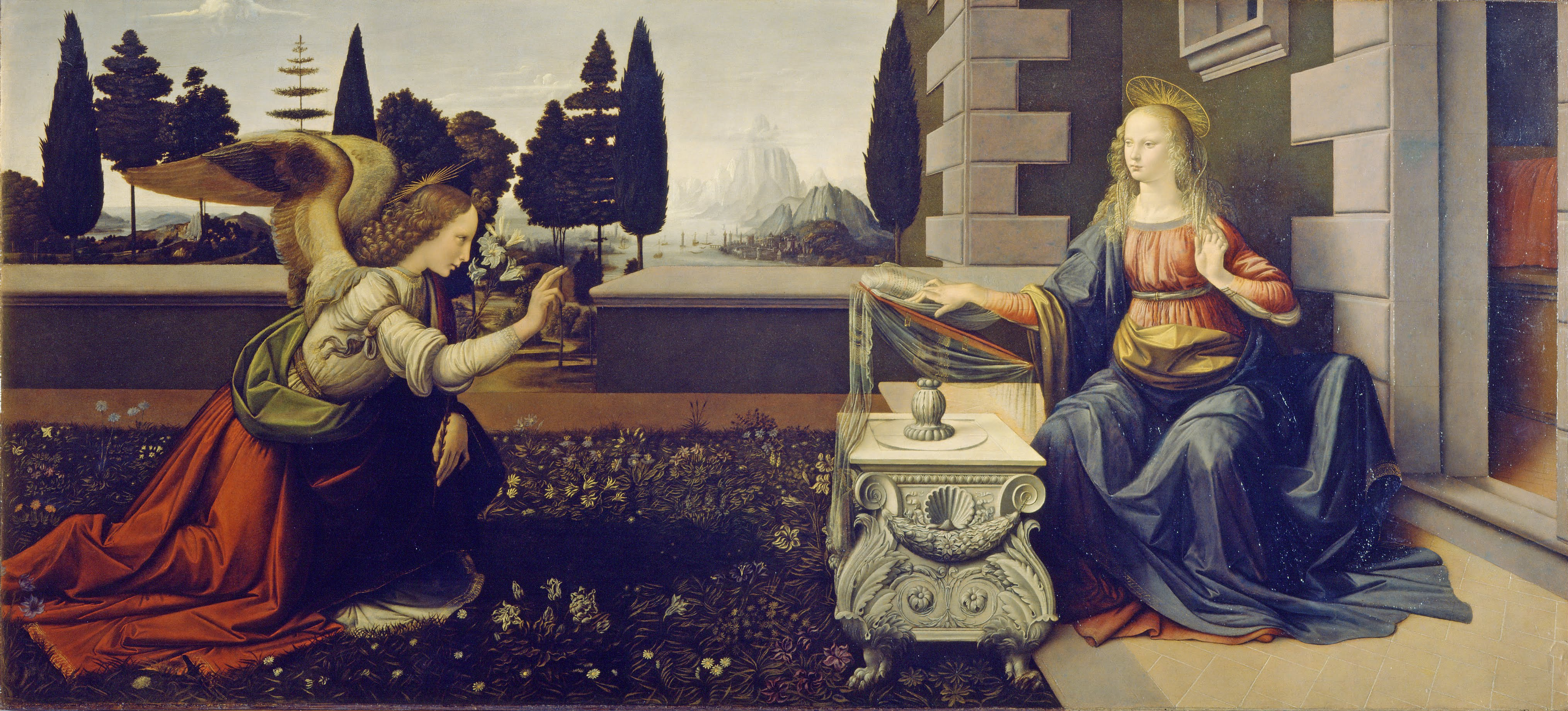
Леонардо да Винчи. Благовещение. Ок. 1472. Дерево, масло
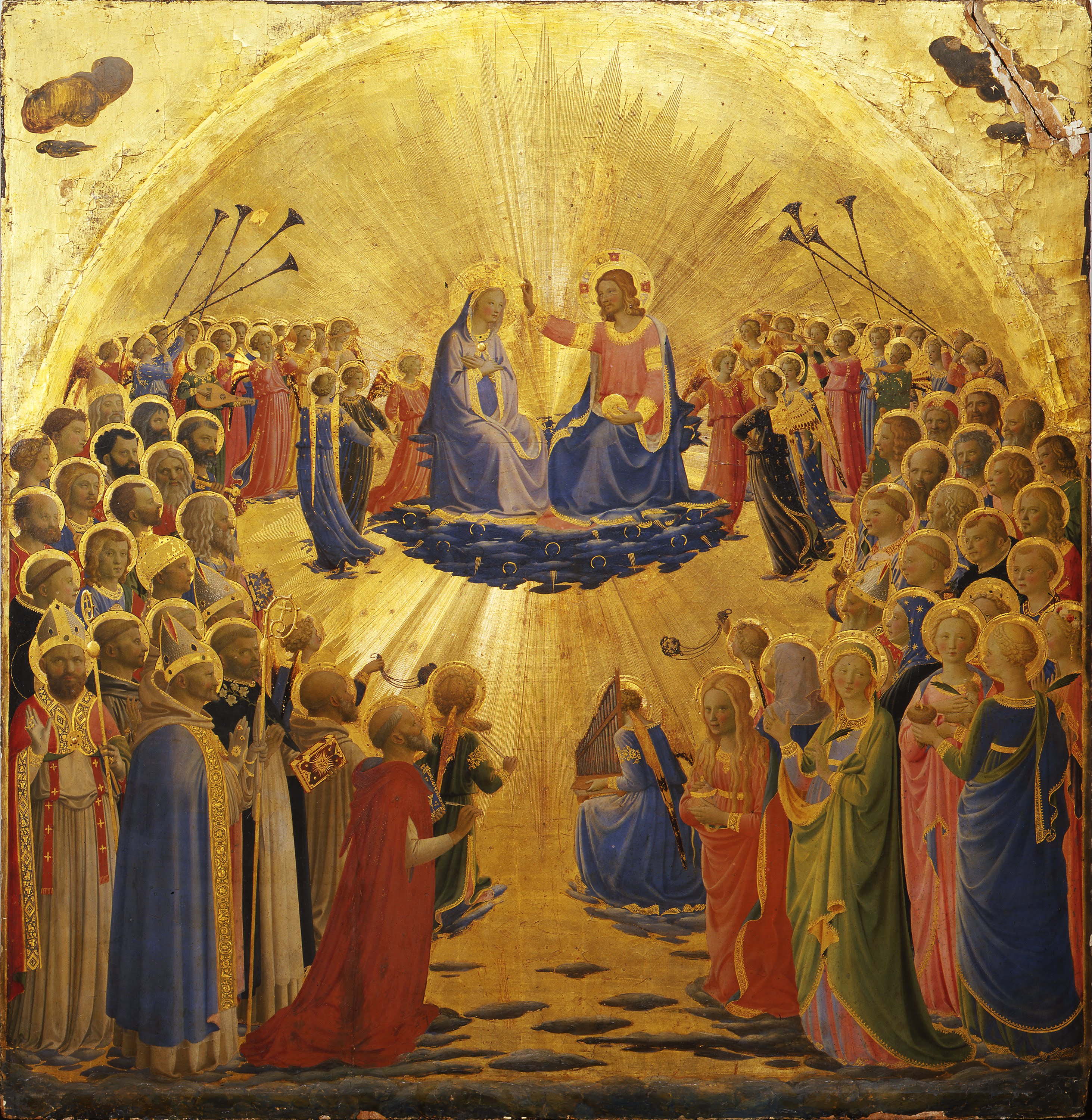
Фра Беато Анджелико. Коронование Девы Марии. Между 1434 и 1435. Дерево, темпера, золочение
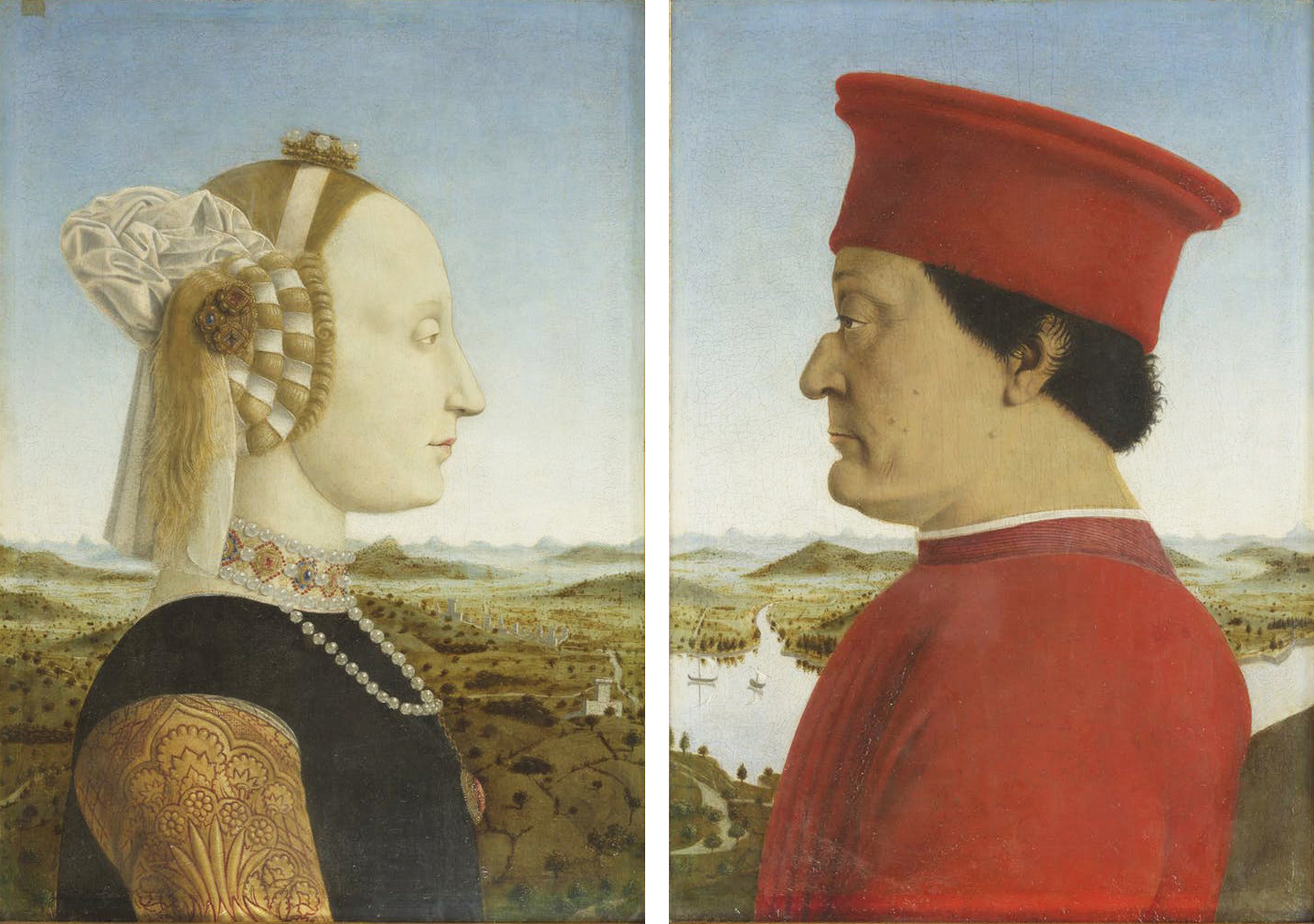
Урбинский диптих. Портрет Федериго да Монтефельтро и Баттисты Сфорца. Ок. 1465. Дерево, темпера
Паоло Уччелло. Битва при Сан-Романо. Между 1436 и 1440. Дерево, темпера
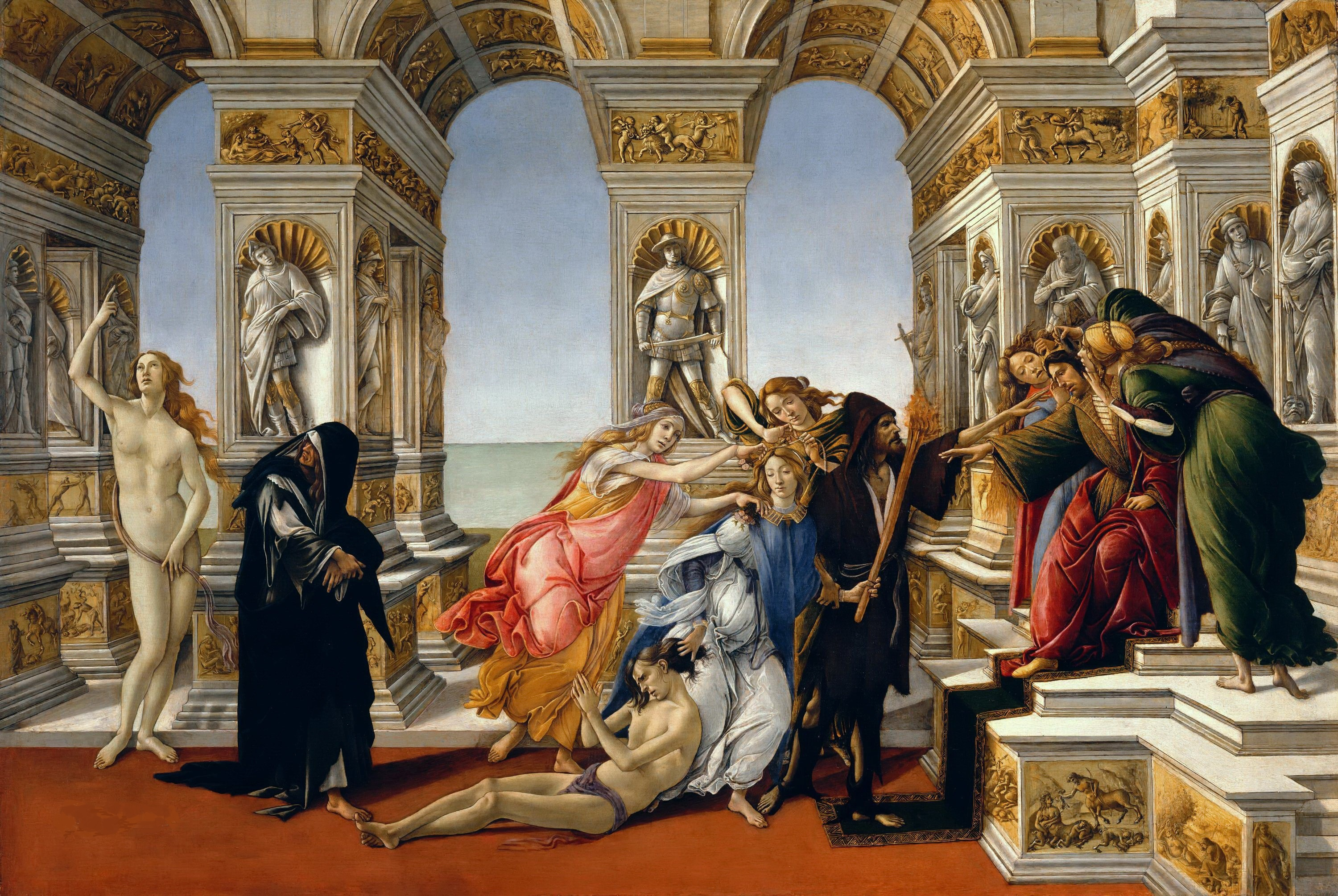
Сандро Боттичелли. Клевета. 1495. Дерево, темпера
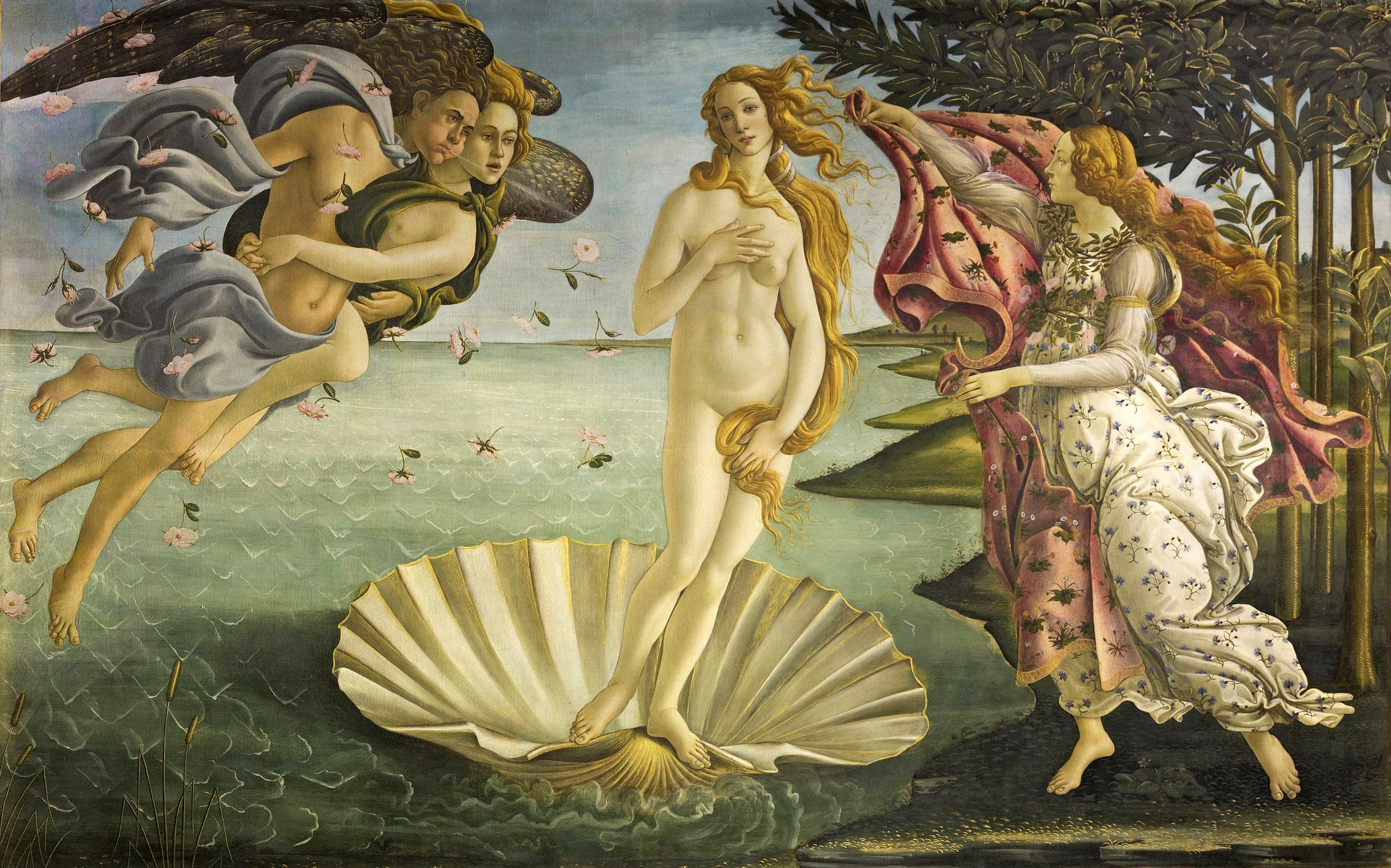
Сандро Боттичелли. Рождение Венеры. Между 1482 и 1484. Холст, темпера
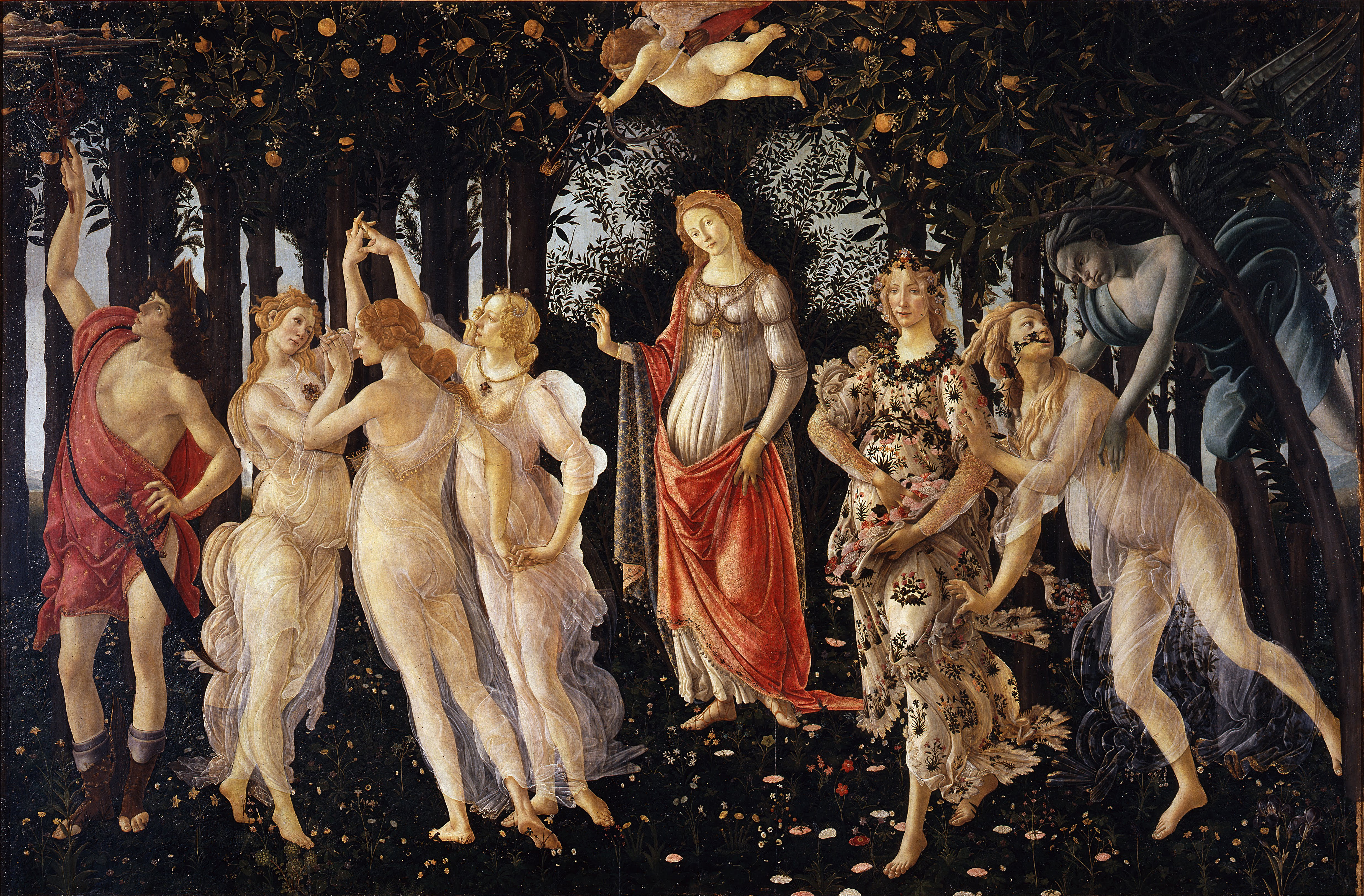
Сандро Боттичелли. Весна. 1482. Дерево, темпера
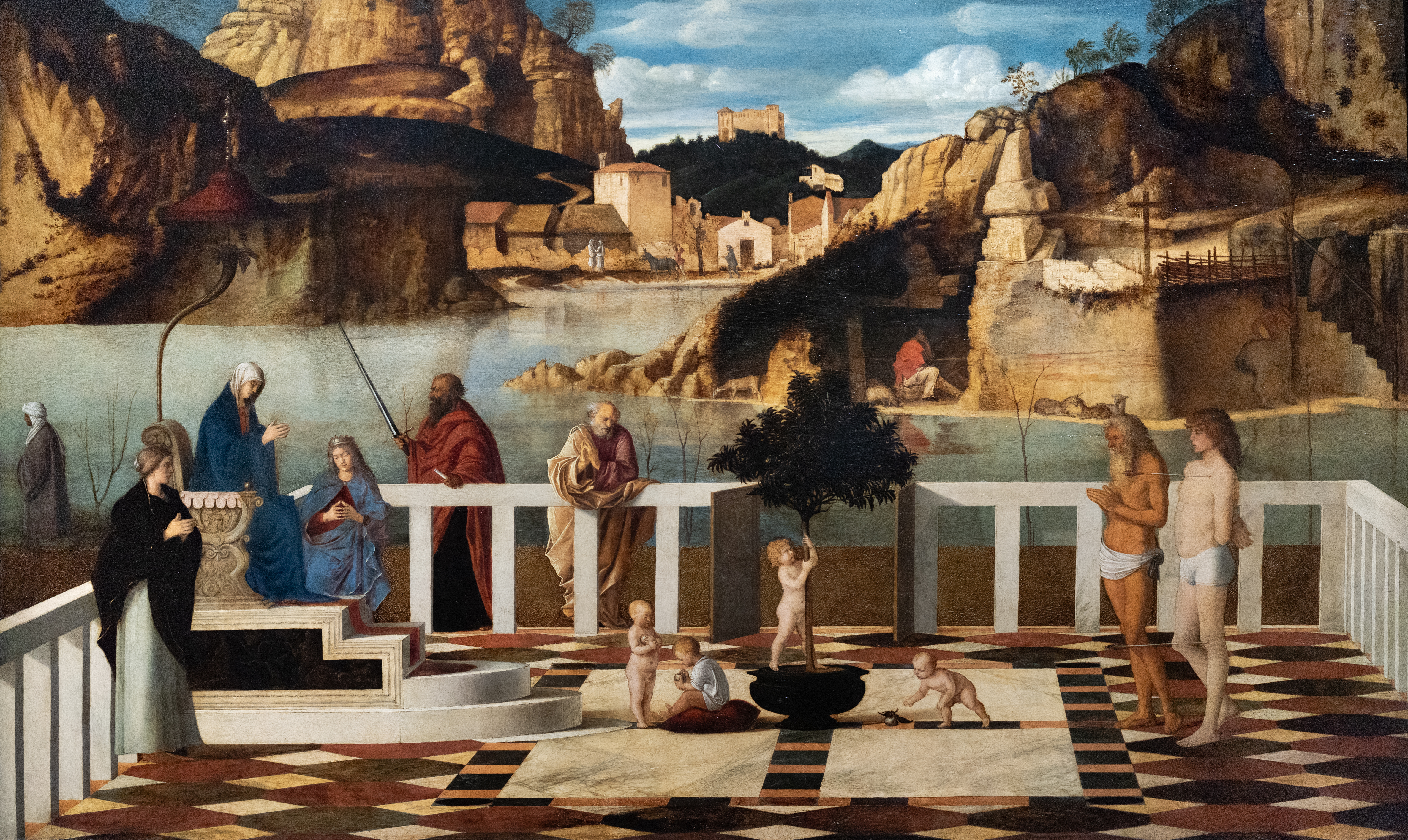
Джованни Беллини. Allegoria sacra («Озёрная Мадонна»). Ок. 1490 г. Дерево, темпера
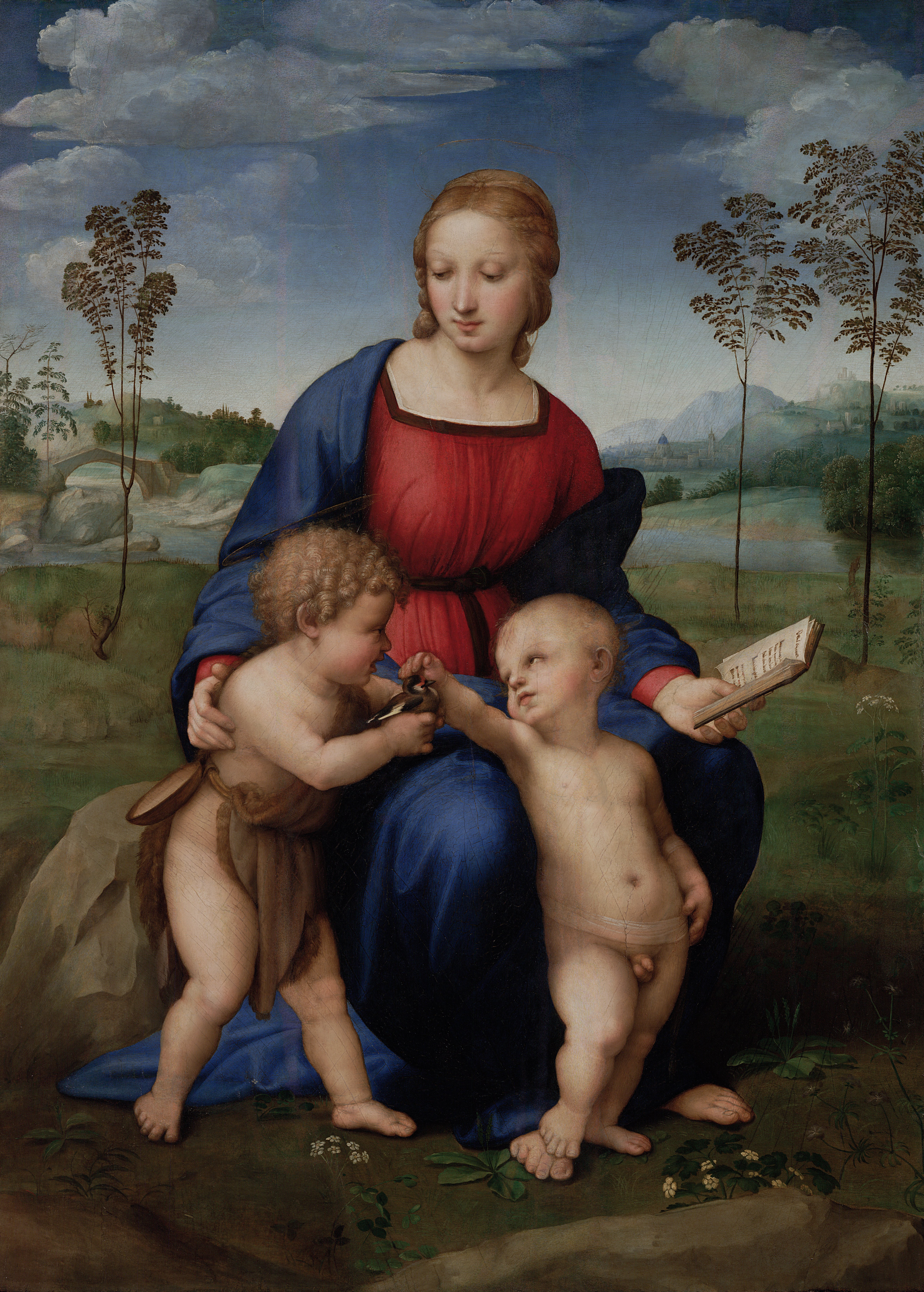
Рафаэль Санти. Мадонна со щеглом. 1505—1506. Дерево, масло
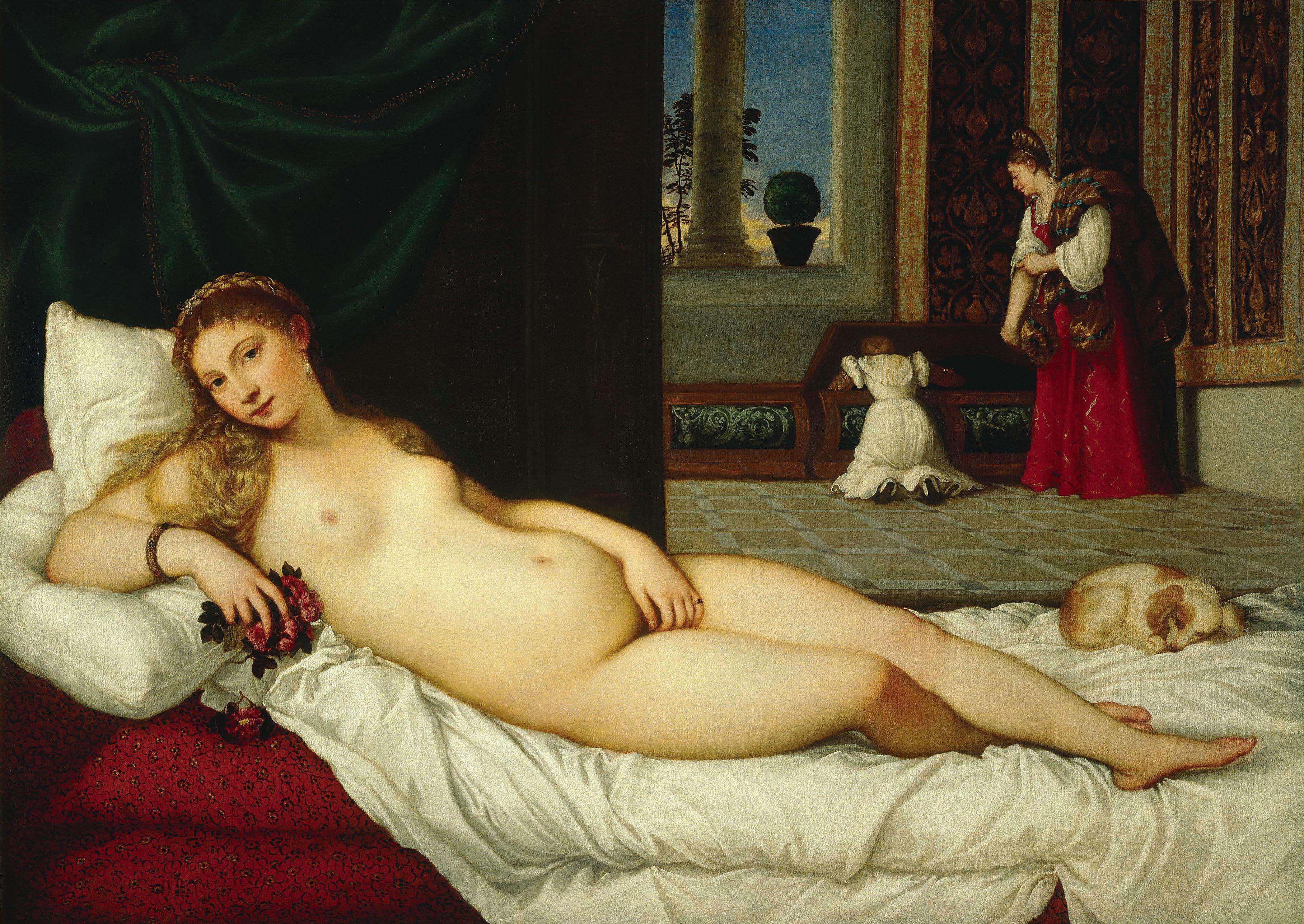
Тициан. Венера Урбинская. 1538. Холст, масло
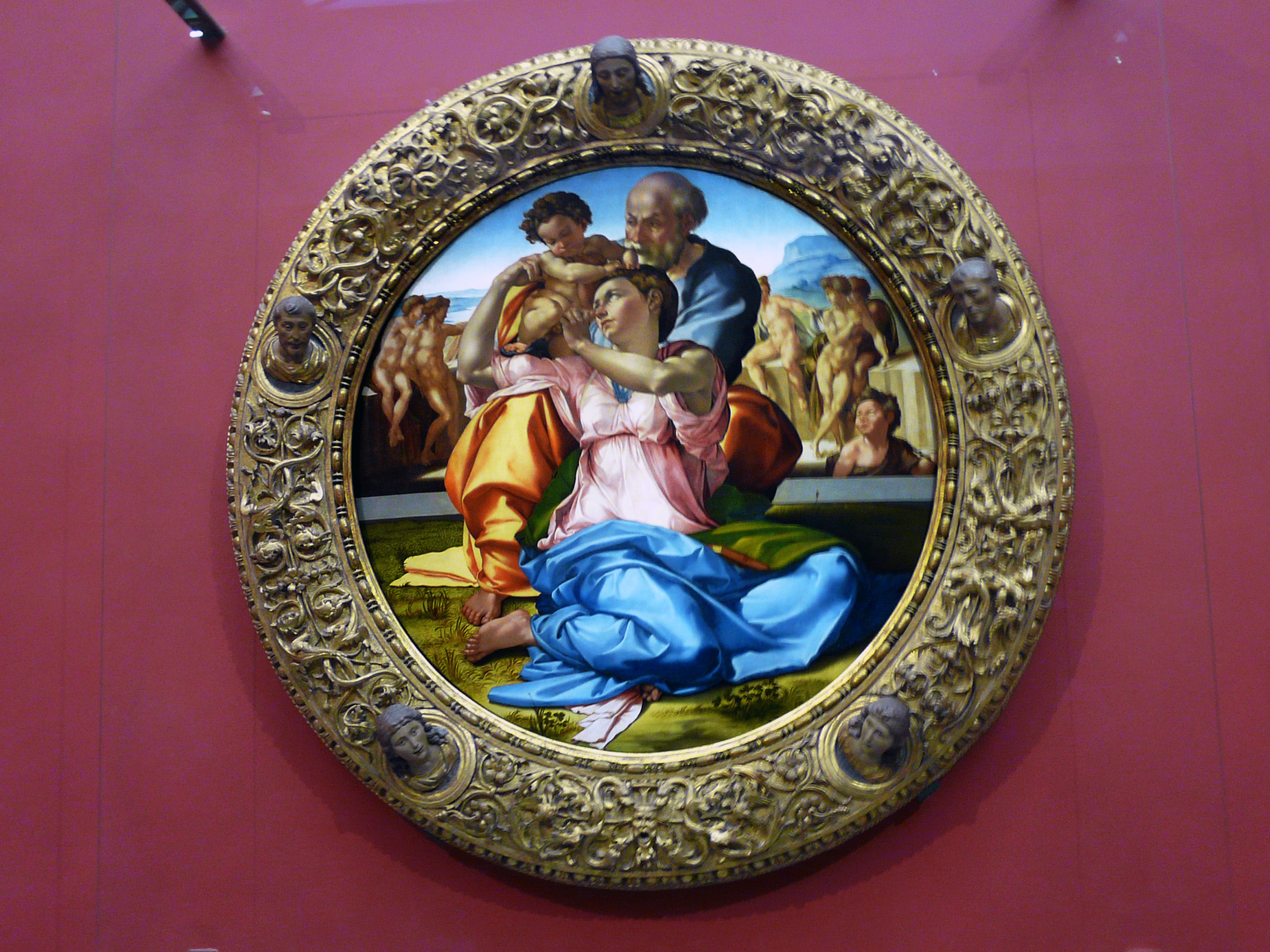
Микеланджело Буонарроти. Мадонна Дони. Ок. 1507. Дерево, темпера, масло
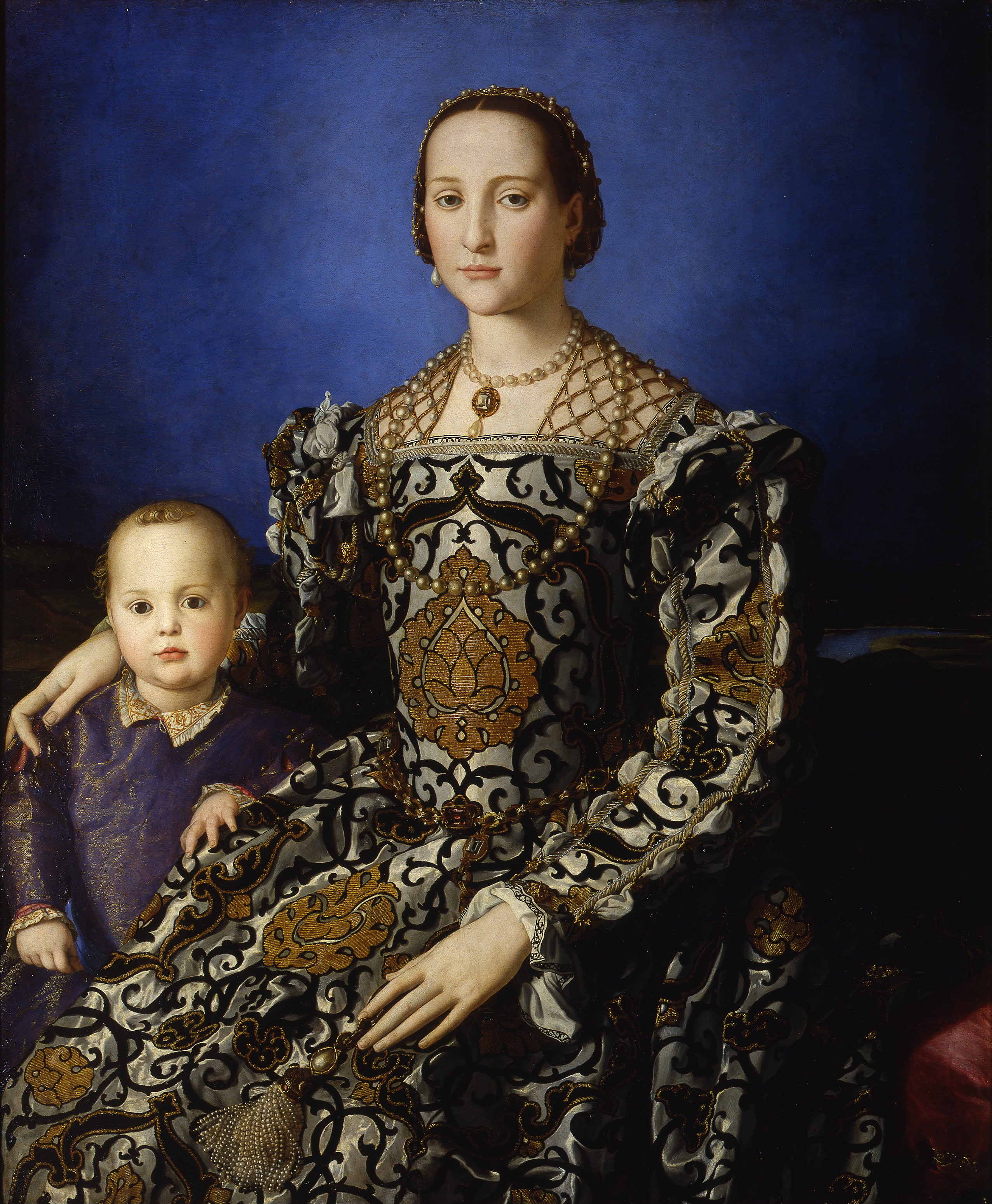
Аньоло Бронзино. Портрет Элеоноры ди Толедо с сыном Джованни де Медичи. Между 1544 и 1545. Дерево, масло
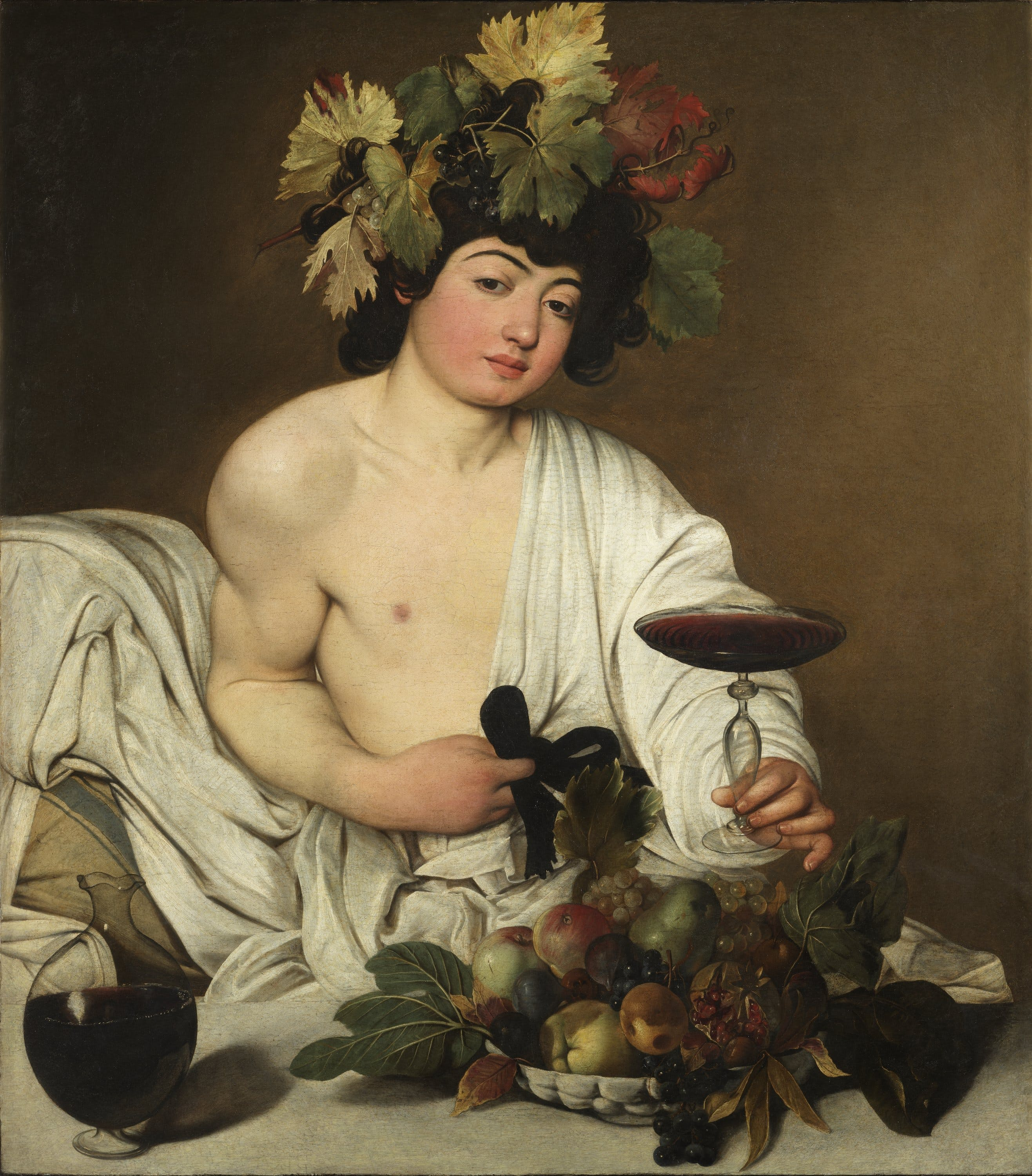
Караваджо. Юный Вакх. 1596. Холст, масло